# Doryphore
Vous lisez un « bon article » labellisé en 2012.
Leptinotarsa decemlineata
Pour les articles homonymes, voir Doryphore (homonymie).
Espèce
Le Doryphore (Leptinotarsa decemlineata), ou  Doryphore de la pomme de terre, est une espèce d'insectes de l'ordre des coléoptères et de la famille des chrysomélidés aux élytres jaunes rayés de noir. Cet herbivore, spécialisé dans les plantes de la famille des Solanaceae, est un ravageur important, tant à l'état adulte qu'à l'état larvaire, des cultures de pommes de terre qu'il peut anéantir en cas de défoliation totale. Il peut aussi s'attaquer à d'autres Solanacées cultivées comme la tomate et l'aubergine. S'il reste un problème sérieux dans certaines régions (Nord-Est des États-Unis, Canada, Europe de l'Est), il est moins redouté de nos jours en Europe de l'Ouest et notamment en France.
Originaire du Mexique où il vivait à l'origine aux dépens de Solanacées sauvages, il fut d'abord découvert aux États-Unis où il a envahi les cultures de pommes de terre à la fin du XIXe siècle, avant d'être introduit en Europe à la fin de la Première Guerre mondiale. Il s'est depuis répandu dans presque toute l'Amérique du Nord ainsi que dans les zones tempérées de l'Ancien monde jusqu'en Extrême-Orient. Son potentiel d'expansion est encore élevé dans la mesure où il est absent de zones importantes pour la culture de la pomme de terre, notamment l'Amérique du Sud, l'Australie, le sous-continent indien et une grande partie de la Chine. Classé comme organisme de quarantaine par toutes les organisations régionales de protection des plantes, il fait l'objet de mesures strictes de surveillance pour empêcher sa propagation. La lutte contre le doryphore repose encore largement sur les insecticides chimiques malgré l'apparition de phénomènes de résistance envers toutes les classes de substances utilisées.

## Description
L'imago est un insecte de 10 à 12 mm de long, de forme ovale, fortement bombé sur le dessus. La tête jaune porte une tache frontale ayant la forme de la lettre V. Le thorax, brun roux, présente quelques taches noires. Chaque élytre, jaune clair, a cinq bandes longitudinales noires caractéristiques.
Le dimorphisme sexuel est très peu marqué. Le mâle est légèrement plus petit et de forme légèrement plus allongée. Seul l'examen du dernier sternite sur la face ventrale peut permettre de distinguer les sexes. Les mâles ont une petite dépression, ou fossette, absente chez les femelles. Le sexe mâle peut être confirmé par observation de l'édéage falciforme et fortement scléreux.
Les œufs, de couleur jaune soutenu et de forme ovale allongée, ont de 1,5 à 2 mm de long et 0,8 mm de large en moyenne. Ils sont dressés sur la face inférieure des feuilles par groupes de 20 à 30, voire plus, fixés à la base par une matière adhésive.

Dessin schématique d'une larve.

La larve est de type éruciforme. Elle se caractérise par une tête petite de couleur noire, portant six ocelles derrière les antennes et une paire de mandibules broyeuses, un thorax rouge-orangé portant trois paires de pattes noires, avec le pronotum couvrant le premier segment, noir devenant partiellement marron au quatrième stade larvaire, et un abdomen arqué, cyphosomatique, mou. Composé de neuf segments, l'abdomen a une couleur rouge-orangé au premier stade, qui devient plus foncée par la suite. Le dernier segment, aux propriétés adhésives, fait fonction de pseudopode. Les segments de l'abdomen sont ornés latéralement de deux rangs de taches noires, celles du rang supérieur entourant les stigmates. En fin de croissance, la larve mesure 11 à 12 mm de long.

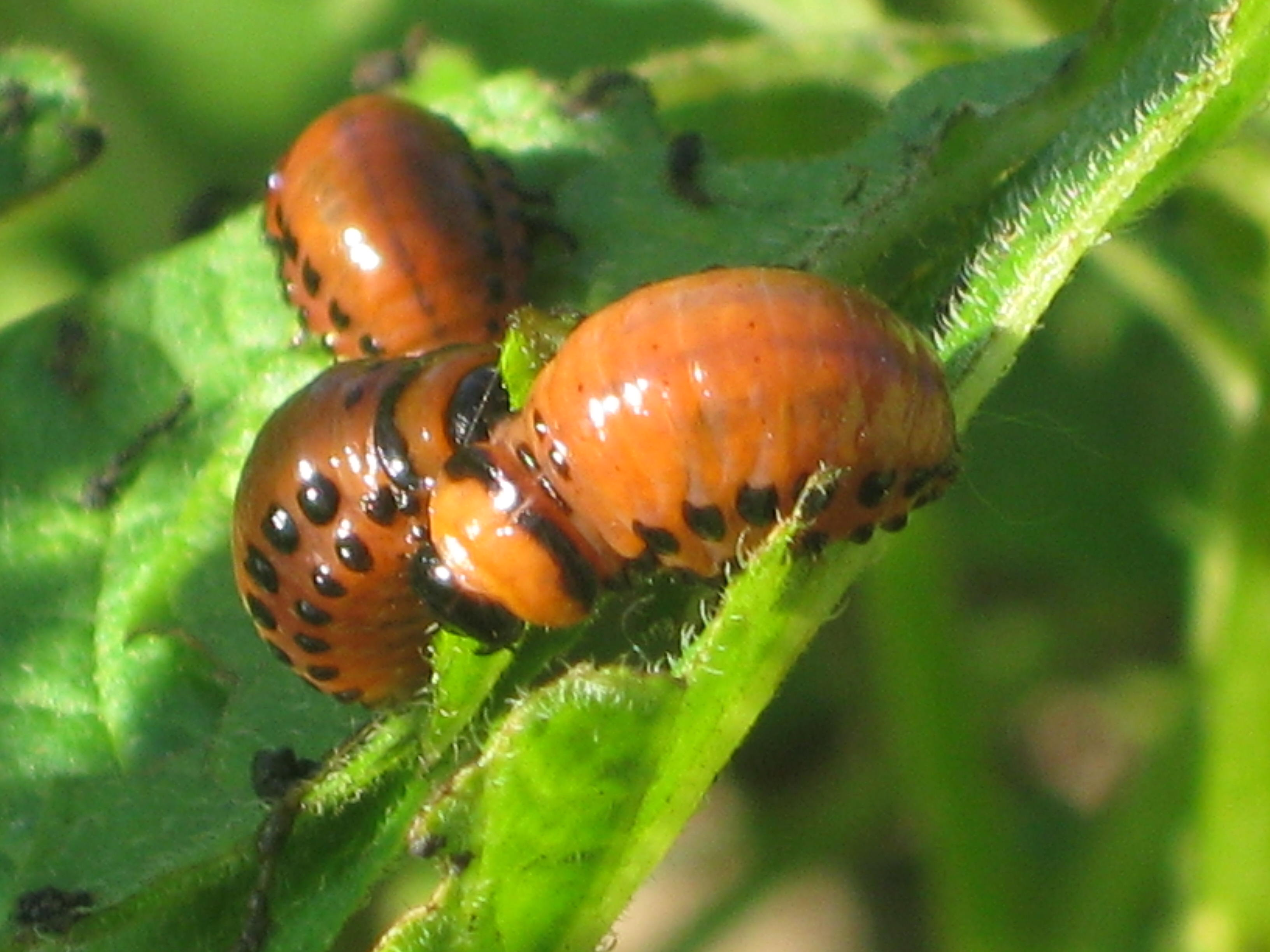
Larves dévorant une feuille

La nymphe, de couleur orangée, mesure environ 10 mm de long. Le sexe peut aussi être distingué chez la nymphe. On peut en effet observer une dépression sur la face ventrale du septième segment abdominal seulement chez les mâles.
Les couleurs vives et contrastées des adultes et des larves ont un caractère aposématique, avertissant d'éventuels prédateurs du goût désagréable et de la toxicité de ces organismes, caractère qui a sans doute facilité l'expansion de l'insecte.
Les adultes ressemblent à ceux de cinq espèces appartenant au même genre, cependant le risque de confusion est faible, la disposition et le nombre de bandes sombres sur les élytres étant différents. En outre aucune de ces espèces ne parasite la pomme de terre. Il s'agit de : Leptinotarsa defecta, Leptinotarsa juncta, Leptinotarsa texana, Leptinotarsa tumamoca, Leptinotarsa undecimlineata.

## Biologie

### Cycle biologique

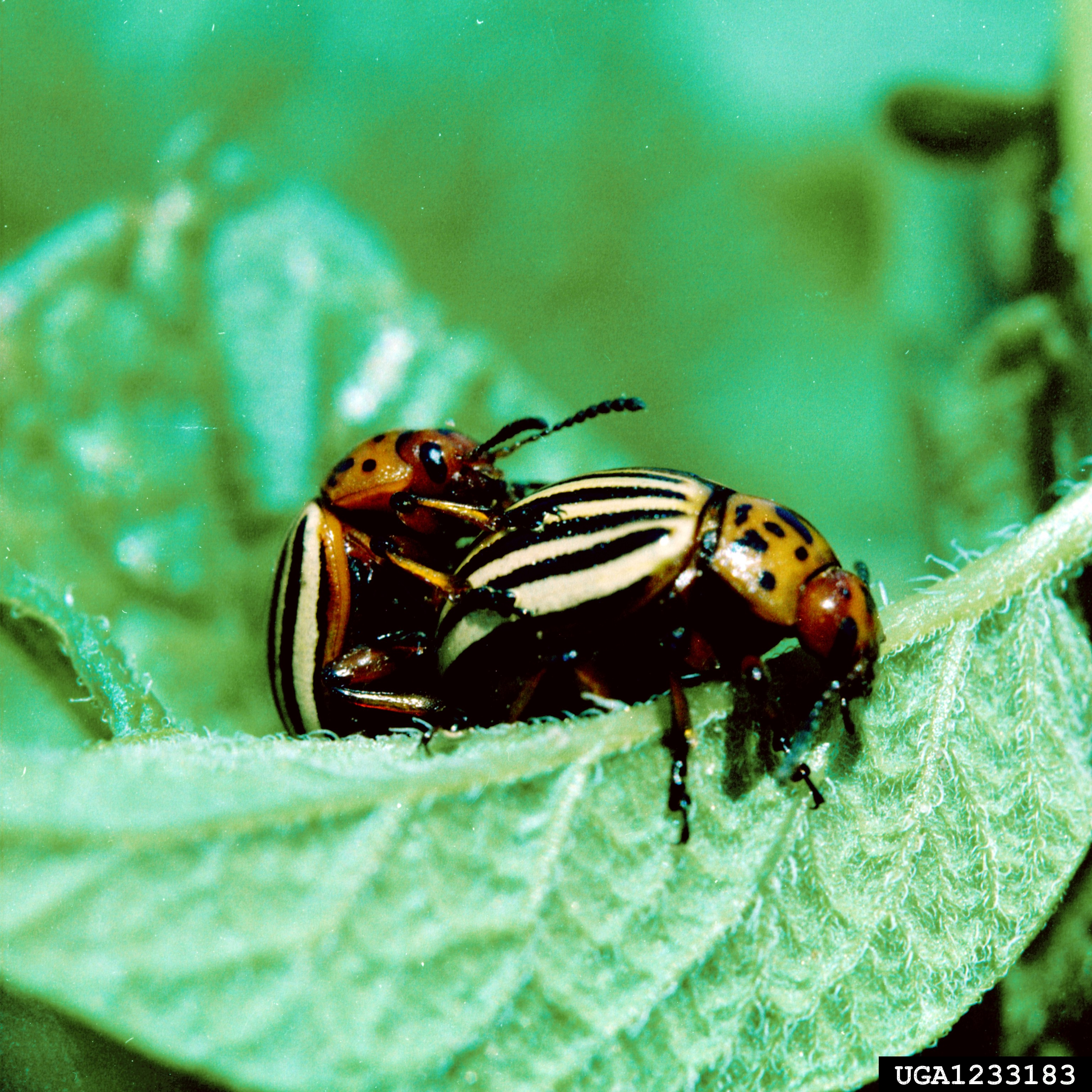
Accouplement.

Au début du printemps, quand le sol s'est suffisamment réchauffé, au minimum à 10 °C, les adultes survivants qui ont hiberné en profondeur dans le sol sortent de la période de diapause. Ils ont besoin en général d'accumuler de 50 à 250 degrés-jours pour émerger du sol. Ils se dirigent aussitôt vers des plantes hôtes pour s'alimenter pendant quelques jours et régénérer leurs muscles de vol. Ils peuvent marcher au sol sur plusieurs centaines de mètres et ont besoin d'accumuler encore un minimum de chaleur et d'insolation pour retrouver les conditions nécessaires au vol et à l'accouplement.

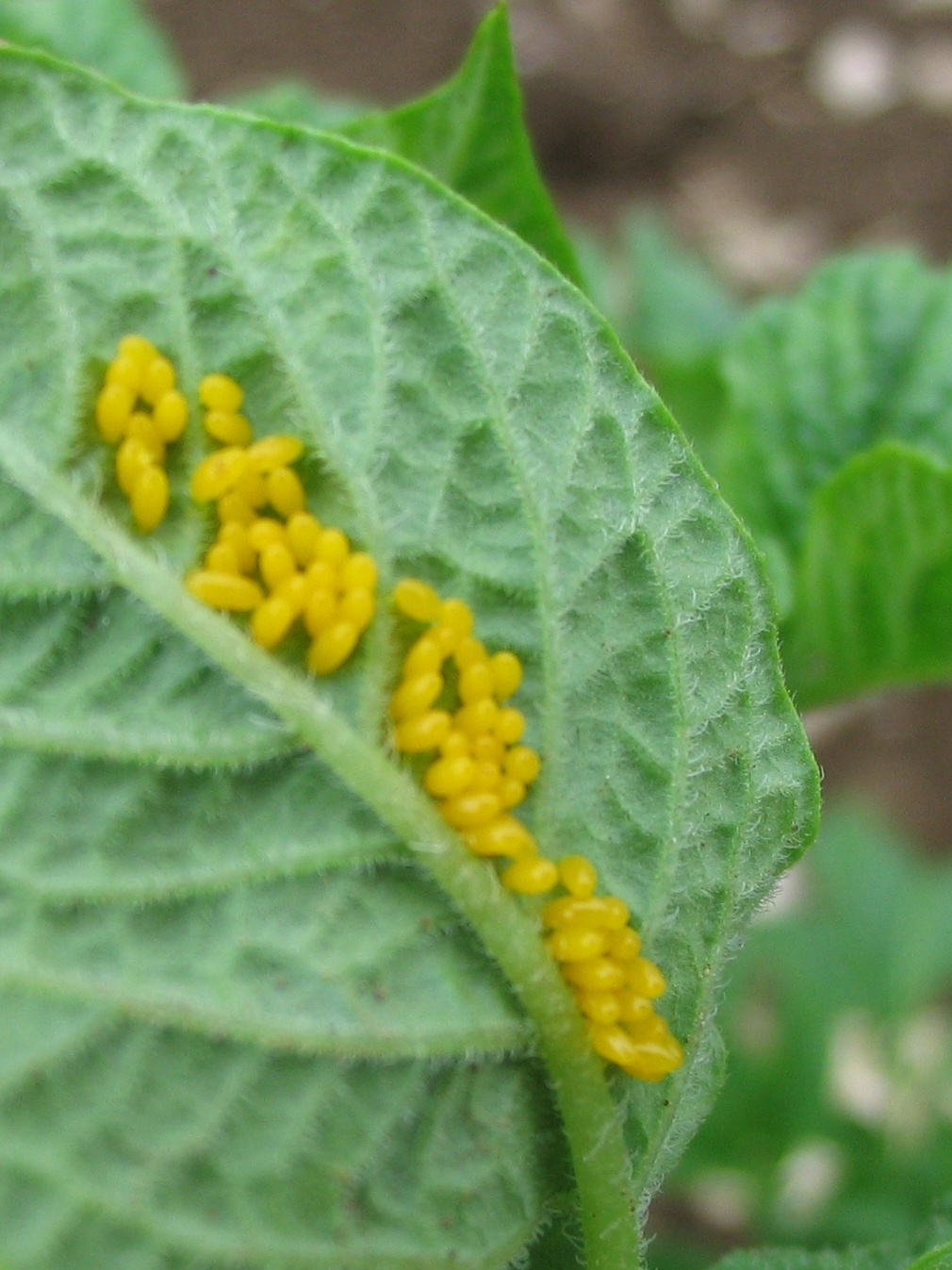
Œufs de doryphore au revers d'une feuille.

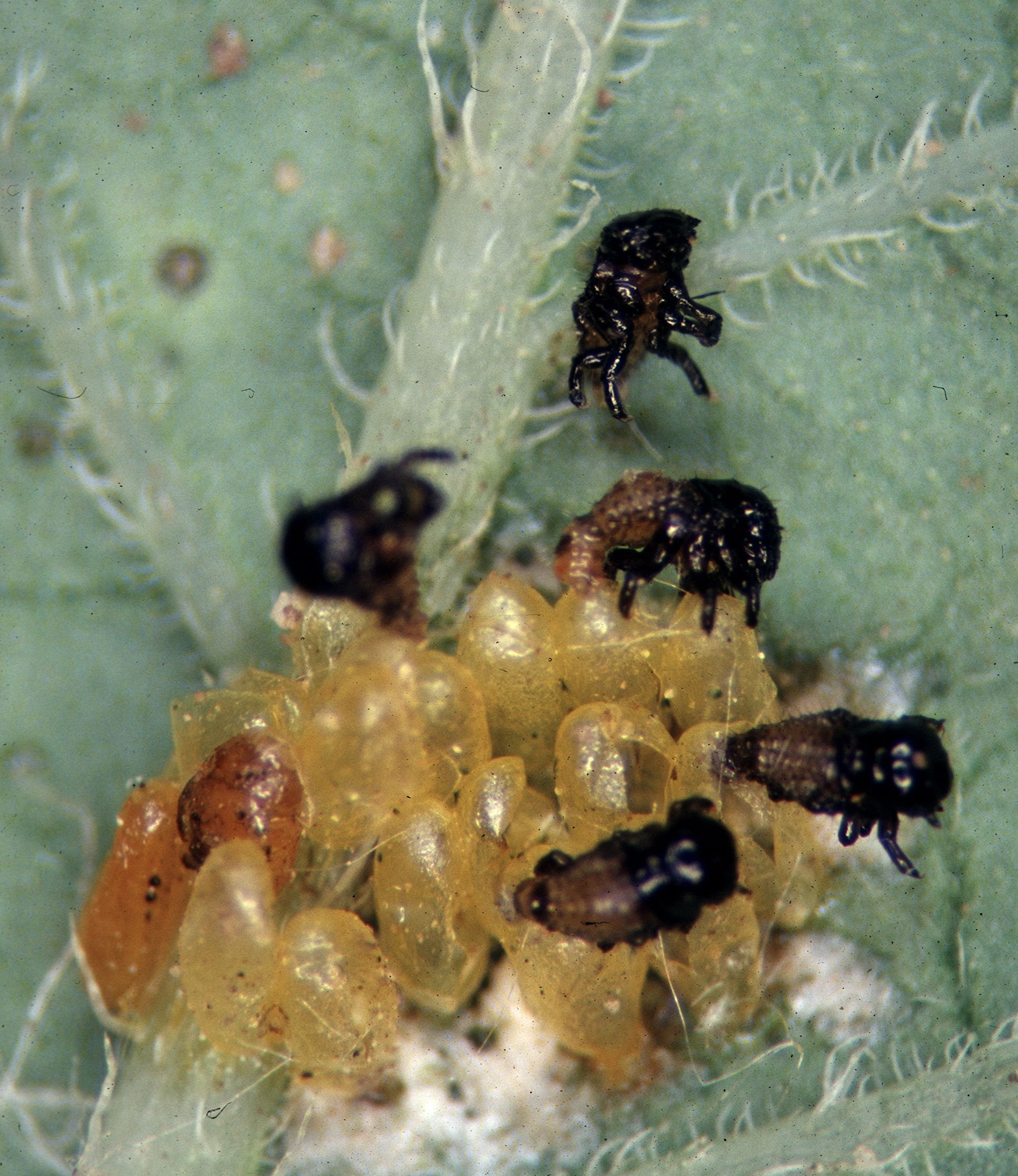
Éclosion d'œufs de doryphore et larves au premier stade.

Les œufs, de couleur jaune-orangé, sont déposés par petits paquets de 20 à 40 (36 œufs en moyenne) au total, collés à la face inférieure des feuilles. On peut trouver de 500 à 800 œufs par feuille. L'espèce est très prolifique, une femelle pouvant pondre en moyenne 800 œufs, avec un maximum de 1 500 voire 3 000 œufs.
Les jeunes larves, très voraces, naissent au bout de 10 à 15 jours et se nourrissent des feuilles. À défaut de pommes de terre, le doryphore peut attaquer d'autres solanées cultivées (tomate, aubergine) ou sauvages (morelle noire, douce-amère, datura).
Après trois mues, la larve a terminé son développement ; elle descend alors dans le sol et s'enterre à environ 10 cm de profondeur pour se transformer en nymphe, puis en insecte adulte. La nymphose dure de 10 à 20 jours. Les adultes de la nouvelle génération peuvent entrer dans un nouveau cycle de reproduction ou bien, en fin de saison, s'enterrer pour entrer en diapause.
Le cycle complet, de l'œuf à l'adulte, demande en général un mois à un mois et demi. Il peut varier selon les conditions de température de 14 à 56 jours, l'optimum de température étant compris entre 25 et 32 °C. Selon le climat, il peut y avoir d'une à trois générations par an, voire quatre dans les régions les plus chaudes. Dans les régions tempérées comme le Nord de la France, il n'y a qu'une génération, deux dans le Midi si les insectes peuvent trouver des plantes hôtes relais à végétation plus tardive comme les tomates ou les aubergines. Les cycles se superposant, on peut trouver des individus à différents stades simultanément dans les cultures.
À la fin de l'été, les adultes survivants s'enfoncent dans le sol pour hiberner à 30-40 cm de profondeur.
Le taux de survie à la fin de l'hibernation a été estimé à plus de 60 %.
Les doryphores sont attirés vers les plants de pomme de terre par des composés volatils émis par le feuillage et constitués d'un mélange de terpénoïdes. Ces émissions sont amplifiées chez les plantes déjà attaquées par les insectes.
Par ailleurs les doryphores mâles produisent une phéromone agrégative, le (S) 3,7-diméthyl-2-oxo-oct-6-ène-1,3-diol de formule semi-développée (CH3)2C=CH2CH2C(CH3)OHC(=O)CH2OH. L'interaction de cette substance avec les composés volatils émis par les plantes renforce l'attirance de ces dernières pour les coléoptères.

### Déplacements
Les doryphores adultes sont très mobiles et peuvent se déplacer de plusieurs manières. Par la marche, ils peuvent aller d'un pied de pomme de terre à l'autre, et d'un champ à l'autre sur plusieurs centaines de mètres, pour trouver de la nourriture, mais aussi pour trouver un emplacement où s'enterrer pour la nymphose ou la diapause hivernale. Par le vol, l'insecte s'élance du sommet d'une plante et peut se déplacer vers un champ voisin, ou parcourir des distances plus importantes de migration. Porté par le vent, il peut parcourir des dizaines de kilomètres dans la journée, pour par exemple traverser la Manche en 1953. Des vols dépassant les 100 km ont ainsi permis des incursions de l'insecte en Scandinavie en traversant la mer Baltique en 1973 (de la Pologne vers la Suède),
Les doryphores peuvent aussi se transporter, passivement, par flottaison sur les cours d'eau, les lacs et même la mer, soit accroché à un corps flottant (bois, feuille morte), soit à la surface de l'eau dans laquelle ils ne s'enfoncent pas.
Ils peuvent aussi profiter de transports involontaires soit par l'homme (par le transport de produits agricoles ou de matériel, véhicules, bagages, etc.), soit par des animaux à fourrure laineuse à laquelle ils peuvent s'accrocher. En Grande-Bretagne, par exemple, des interceptions de doryphores ont lieu régulièrement dans des livraisons de produits frais, tels que laitues et persil, en provenance d'Italie et d'autres pays du sud, mais très rarement sur des lots de tomates ou d'aubergines.

### Plantes hôtes

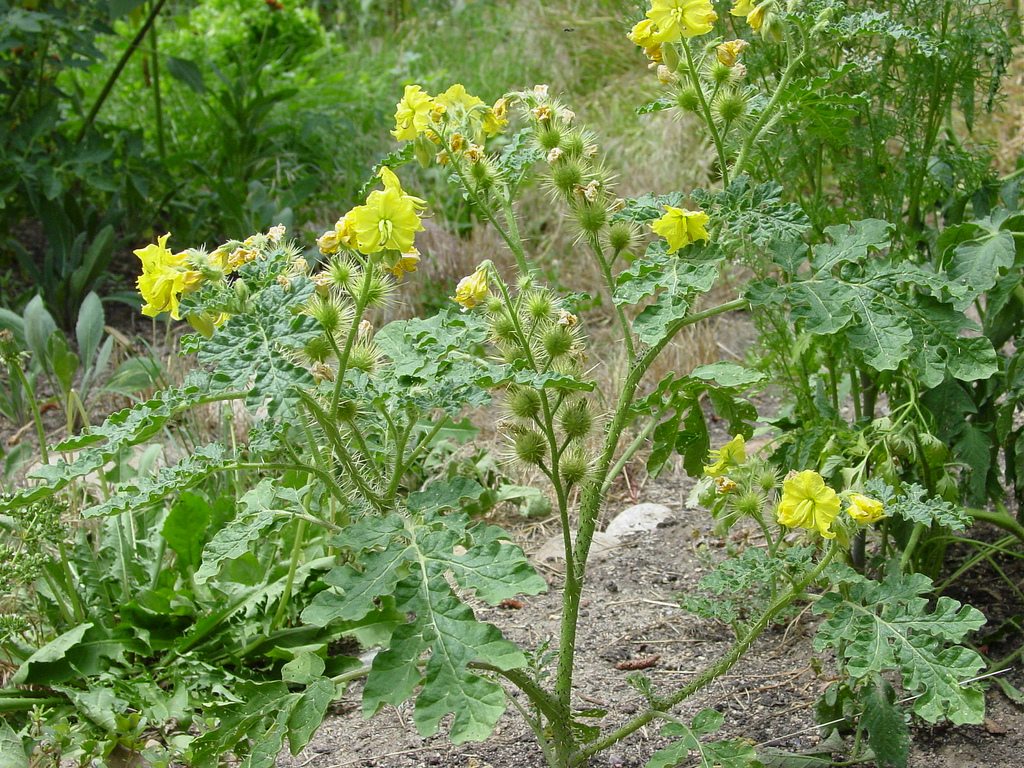
Solanum rostratum, plante épineuse nord-américaine, est la plante-hôte sur laquelle le doryphore a été découvert.

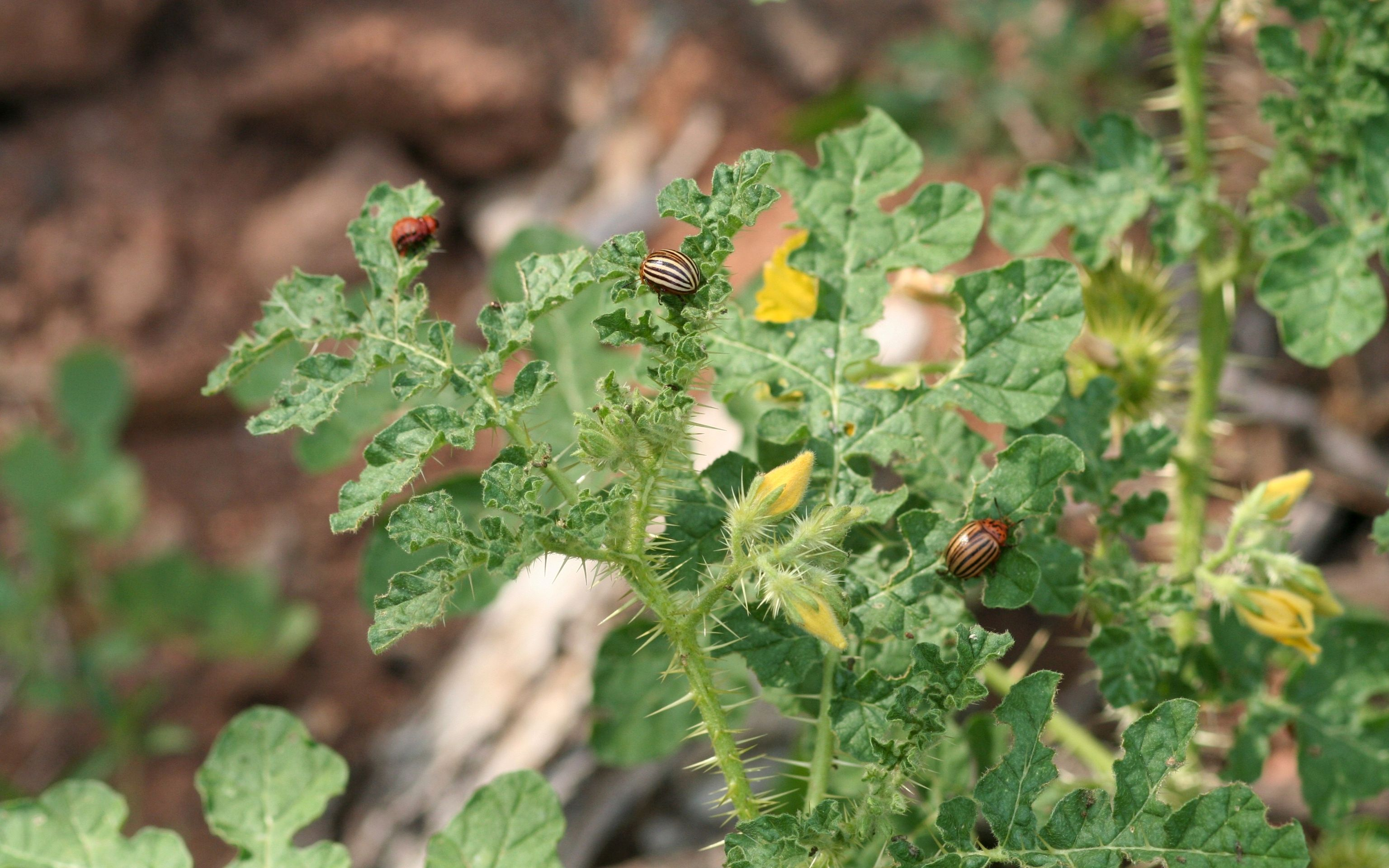
Adultes et larve de doryphores sur Solanum rostratum à Fort Sill (Oklahoma).

Le doryphore est un insecte oligophage, qui se nourrit sur un nombre limité de plantes hôtes, sauvages ou cultivées, appartenant exclusivement à la famille des Solanaceae. La principale est Solanum tuberosum, la pomme de terre. Les autres plantes-hôtes primaires, c'est-à-dire capables d'assurer la totalité du cycle biologique de l'insecte, de l'œuf à l'adulte, sont les suivantes : Solanum melongena (l'aubergine), Solanum lycopersicum (la tomate), Atropa belladonna, (la belladone), Solanum rostratum, Solanum heterodoxum, Solanum fructo-tecto, Hyoscyamus niger  (la jusquiame noire), Solanum viarum. Cette dernière espèce, originaire d'Amérique latine, a été « adoptée » par le doryphore après son importation en Floride où elle est classée plante envahissante.
D'autres espèces de Solanaceae, considérées comme hôtes secondaires n'assurent qu'une partie du cycle biologique, nourrissant seulement les adultes et les larves au dernier stade de développement. Ces plantes peuvent jouer un rôle de relais important pour la survie de l'espèce lorsque les hôtes primaires ne sont plus disponibles, par exemple après la récolte. Parmi les hôtes secondaires figurent Datura stramonium (le datura), Solanum dulcamara (la morelle douce-amère), Solanum nigrum (la morelle noire), et des espèces des genres Lycium et Physalis. En outre d'autres espèces, dont Nicotiana tabacum (le tabac), Solanum carolinense, Solanum dimidiatum, Solanum diversifolium, Solanum elaeagnifolium, sont des hôtes secondaires potentiels.
Si la pomme de terre est le plus souvent la plante-hôte préférée, cette affinité peut varier selon les populations par suite de différenciations génétiques. Ainsi, au Mexique central, où le doryphore n'est pas un ravageur de la pomme de terre, ses hôtes habituels sont Solanum rostratum et Solanum angustifolium, tandis qu'en Arizona, l'hôte principal et naturel est Solanum elaeagnifolium.
Cette dernière plante, devenue envahissante dans le bassin méditerranéen, peut dans certains cas servir de relais, permettant par exemple en Grèce l'infestation des cultures de pommes de terre d'été.
Certaines espèces de pommes de terre sauvages sont réfractaires au doryphore. Une étude de 1994 a montré que sur un millier d'accessions de la banque de gènes de pommes de terre américaine (United States potato genebank) 3 étaient immunes et 241 résistantes au doryphore.
Cette propriété s'explique entre autres causes par leur teneur en glycoalcaloïdes, notamment des leptines, plus toxiques que ceux de la pomme de terre tolérés par le doryphore. C'est le cas en particulier de Solanum demissum qui ne permet pas un développement larvaire complet du doryphore du fait de sa teneur en démissine, alcaloïde voisin de la solanine, mais aussi de Solanum chacoense et Solanum neocardenasii. Une autre cause est la présence à la surface des feuilles et des tiges de trichomes, poils glandulaires qui peuvent opposer un obstacle physique aux insectes et aux larves, en entravant leurs mouvements ou en engluant les pièces buccales et les tarses par sécrétion d'un exsudat qui durcit rapidement. C'est le cas notamment de Solanum berthaultii, mais aussi de Solanum tarijense et Solanum polyadenium,. D'autres espèces présentent aussi des résistances au doryphore mais leur mécanisme est inconnu, c'est le cas notamment de Solanum pinnatisectum, Solanum jamesii, Solanum acroglossum

### Ennemis naturels

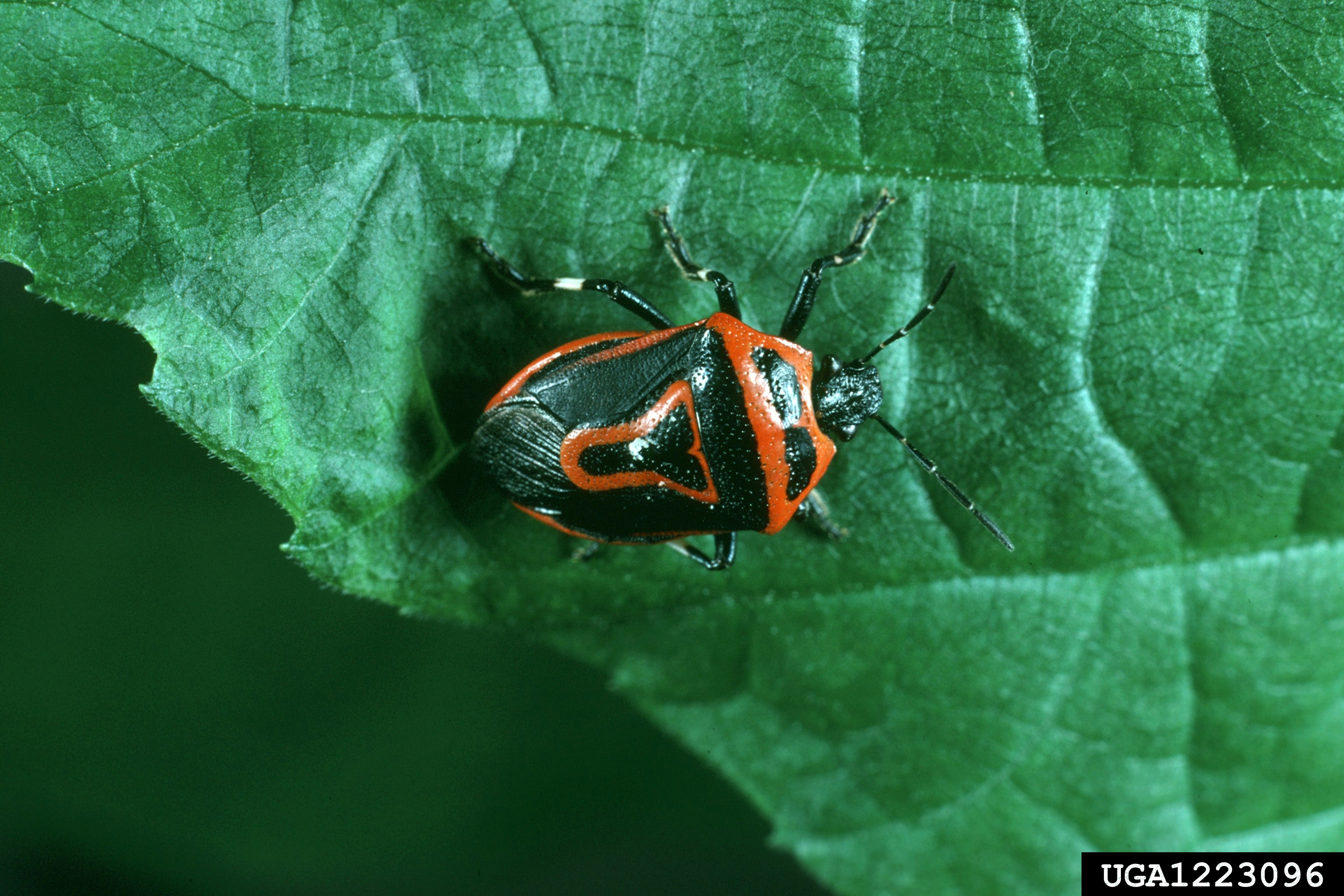
Perillus bioculatus, ou punaise masquée, prédateur des larves du doryphore.

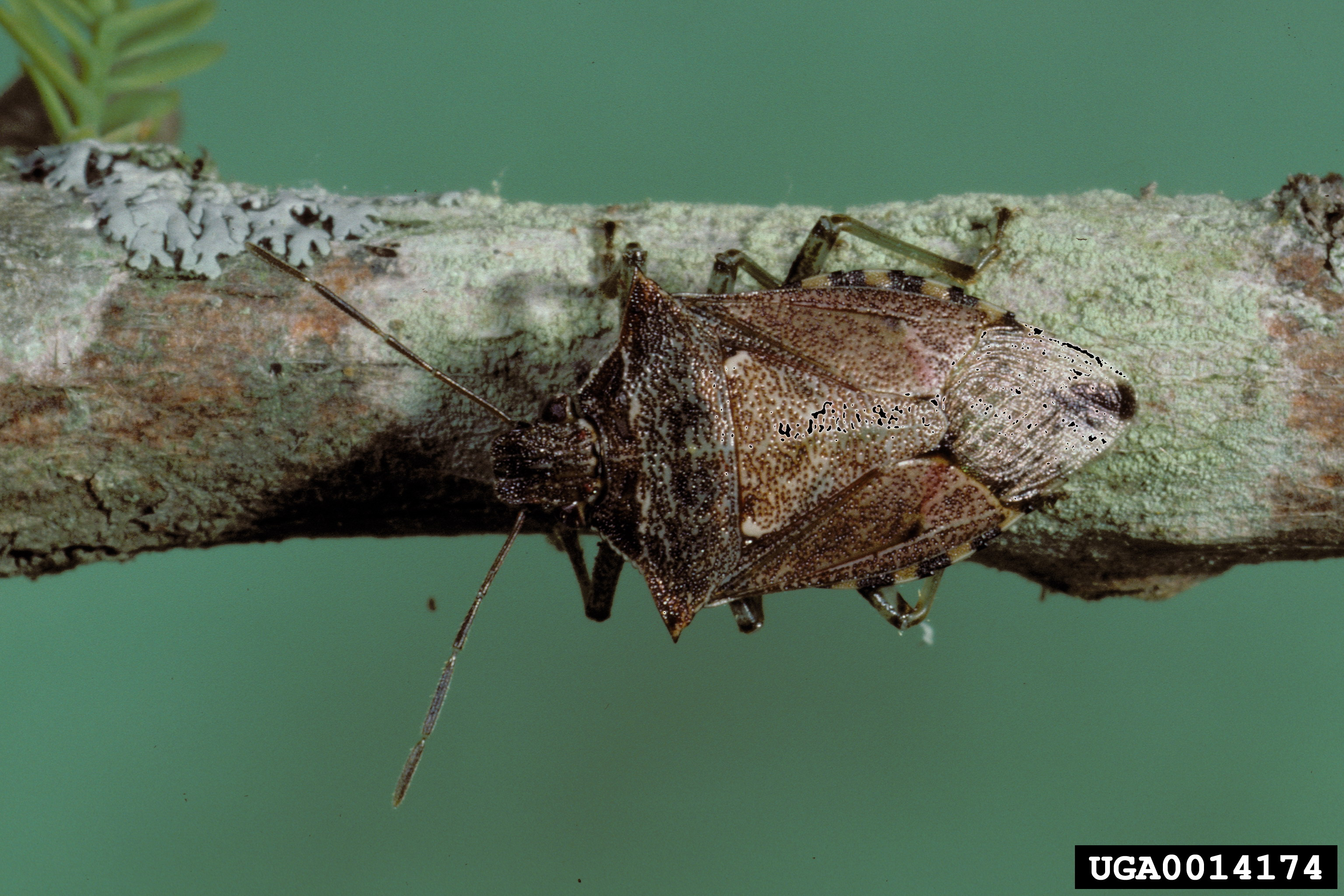
Podisus maculiventris, autre punaise prédatrice du doryphore.

Le doryphore a, en Amérique du Nord, de nombreux ennemis naturels, prédateurs ou parasites des adultes, des œufs ou des larves, qui contribuent à limiter ses populations. Ces ennemis appartiennent à divers groupes animaux : insectes, arachnides, nématodes. On y trouve également des champignons et des microbes. Certains ont été étudiés en vue de leur emploi en lutte biologique.
Parmi les insectes, on trouve des neuroptères (famille des Chrysopidae), des hémiptères prédateurs (famille des Pentatomidae), des diptères (mouches parasites de la famille des Tachinidae), des coléoptères prédateurs (familles des Coccinelidae, Cicinilidae, Staphylinidae et Carabidae) ainsi que des hyménoptères (guêpes et fourmis) prédateurs et parasites.
Parmi les prédateurs les plus spécialisés, figurent notamment une espèce de coléoptère de la famille des Carabidae, Lebia grandis, dont les adultes et les larves se nourrissent aux dépens des œufs et larves du doryphore, des hémiptères de la famille des Pentatomidae, Perillus bioculatus, appelée « punaise masquée », qui se nourrit aussi aux dépens des œufs et larves du doryphore, Podisus maculiventris, la « punaise soldat », prédatrice généraliste et polyphage qui attaque 90 espèces d'insectes dont le doryphore et Oplomus dichrous, autre punaise prédatrice plus adaptée aux climats chauds.
Parmi les parasitoïdes du doryphore, figurent deux espèces de diptères de la famille des Tachinidae, Doryphorophaga doryphorae et Doryphorophaga aberrans, ainsi qu'un hyménoptère de la famille des Eulophidae, Edovum puttleri, découvert en Colombie où il parasitait des œufs de Leptinotarsa undecimlineata, espèce proche du doryphore.
Les nématodes entomopathogènes qui parasitent le doryphore appartiennent à l'ordre des Rhabditida. Parmi les plus virulents figurent notamment des espèces des genres Steinernema (S. carpocapsae, S. feltiae) et Heterorhabditis (H. bacteriophora, H. megidis, H. marelata).
Beauveria bassiana (Bals.-Criv.) Vuill, champignon entomopathogène généraliste, parasite aussi les doryphores adultes. Ce champignon est lui-même parasité par un champignon mycoparasite de la même classe des Sordariomycetes, Syspastospora parasitica. Il s'établit ainsi une relation tritrophique entre le coléoptère, le champignon entomopathogène et le champignon mycoparasite.
La bactérie Bacillus thuringiensis subsp. tenebrionis est connue pour produire des toxines létales pour le doryphore. D'autres bactéries entomopathogènes en produisent également, c'est le cas notamment de Photorhabdus luminescens qui infecte le coléoptère par l'intermédiaire d'un nématode entomopathogène endoparasite et produit un « complexe protéique A » (TCA) toxique par ingestion. Des spiroplasmes, bactéries de la classe des Mollicutes, parasites commensaux du tube digestif, ont été isolés chez le doryphore tant en Amérique du Nord qu'en Europe.
| Type         | Espèce                                    | Classification | Stades attaqués       | Aire géographique             |
| ------------ | ----------------------------------------- | -------------- | --------------------- | ----------------------------- |
| Parasitoïdes | Chrysomelobia labidomerae                 | acarien        | adultes               | États-Unis, Mexique           |
| Parasitoïdes | Edovum puttleri                           | hyménoptère    | œufs                  | Colombie, Mexique, États-Unis |
| Parasitoïdes | Anaphes flavipes                          | hyménoptère    | œufs                  | États-Unis                    |
| Parasitoïdes | Myiopharus aberrans                       | diptère        | adultes               | États-Unis                    |
| Parasitoïdes | Myiopharus doryphorae                     | diptère        | larves                | Canada, États-Unis            |
| Parasitoïdes | Meigenia mutabilis                        | diptère        | larves                | Russie                        |
| Parasitoïdes | Megaselia rufipes                         | diptère        | adultes, nymphes      | Allemagne                     |
| Parasitoïdes | Heterorhabditis bacteriophora             | nématode       | adultes               | cosmopolite                   |
| Parasitoïdes | Heterorhabditis heliothidis               | nématode       | adultes               | cosmopolite                   |
| Prédateurs   | Lebia grandis                             | coléoptère     | œufs, larves, nymphes | États-Unis                    |
| Prédateurs   | Hippodamia convergens                     | coléoptère     | œufs, larves          | États-Unis, Mexique           |
| Prédateurs   | Euthyrhynchus floridanus                  | hémiptère      | larves                | États-Unis                    |
| Prédateurs   | Oplomus dichrous                          | hémiptère      | œufs, larves          | Mexique                       |
| Prédateurs   | Perillus bioculatus                       | hémiptère      | adultes, œufs, larves | Canada, États-Unis, Mexique   |
| Prédateurs   | Podisus maculiventris                     | hémiptère      | larves                | États-Unis                    |
| Prédateurs   | Pselliopus cinctus                        | hémiptère      | larves                | États-Unis                    |
| Prédateurs   | Sinea diadema                             | hémiptère      | larves                | États-Unis                    |
| Prédateurs   | Stiretrus anchorago                       | hémiptère      | larves                | États-Unis, Mexique           |
| Pathogènes   | Bacillus thuringiensis subsp. tenebrionis | bactérie       | larves                | États-Unis, Canada, Europe    |
| Pathogènes   | Photorhabdus luminescens                  | bactérie       | adultes, larves       | cosmopolite                   |
| Pathogènes   | Spiroplasma                               | bactérie       | adultes, larves       | Amérique du Nord, Europe      |
| Pathogènes   | Beauveria bassiana                        | ascomycète     | adultes, larves       | États-Unis                    |

## Distribution et écologie
| aire d'origine                      |
| aire de répartition actuelle        |
| aire d'origine de la pomme de terre |

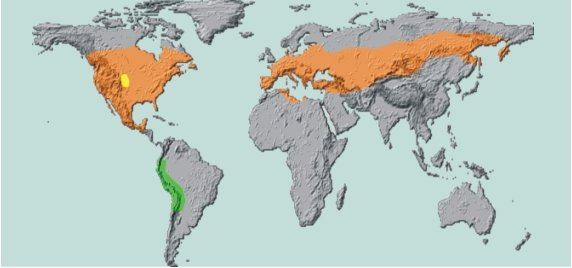
Répartition géographique du doryphore.

Dans son aire originelle, le Mexique, l'habitat du doryphore est formé de forêts feuillues décidues. Il s'est étendu ensuite sur les terres cultivées (champs, parcs et jardins), recherchant en outre les haies et fourrés voisins pour hiberner. L'insecte, sensible au froid, a besoin en été d'au moins 60 jours à une température supérieure à 15 °C.
En 2011, l'aire de distribution du doryphore s'étend principalement dans l'hémisphère nord, en Amérique du Nord d'où il est originaire (environ huit millions de kilomètres carrés) et en Eurasie où il s'est établi après la Première Guerre mondiale pour atteindre l'Extrême-orient à la fin du XXe siècle (environ six millions de kilomètres carrés).
En Amérique du Nord, il est présent au Mexique, aux États-Unis, sauf dans certains États de l'Ouest (Californie, Nevada, Alaska, Hawaï), et dans le sud du Canada,. Il est inexistant à Terre-Neuve. On le trouve aussi en Amérique centrale, à Cuba et au Guatemala.
En Eurasie, on le trouve dans toute l'Europe, sauf en Islande, dans les îles Britanniques (y compris les îles Anglo-Normandes d'où il a été éradiqué après la Seconde Guerre mondiale) et en Scandinavie où il a été signalé à plusieurs reprises, en particulier en Finlande en 1998 et de 2002 à 2007, mais ne s'y est pas établi. En Russie, où il s'est établi dans les franges de la taïga, le doryphore a atteint sa plus haute latitude, à près de 62 ° de latitude Nord. Il est absent également des Açores, de Madère, des îles Baléares ainsi que de Malte et Chypre.
En Asie, il est présent en Turquie, dans le Caucase (Arménie, Géorgie, Azerbaïdjan), en Asie centrale (Kazakhstan, Kirghizistan, Ouzbékistan, Tadjikistan, Turkménistan, Iran), en Sibérie. Il a été intercepté au Japon mais n'y est pas établi. Il s'est installé en Chine occidentale dans la région autonome du Xinjiang. Il a également été signalé en Chine orientale dans la province du Zhejiang.
En Afrique, il a été signalé en Libye, mais le Maroc en est indemne, toutefois sa présence en Libye n'était pas confirmée en 2006.
Son potentiel d'expansion est très important : il pourrait s'étendre dans toutes les régions tempérées du globe où la pomme de terre est cultivée et où il est encore absent, notamment en Asie orientale, dans le sous-continent indien, en Afrique du Nord et en Afrique australe, en Amérique du Sud, en Australie et en Nouvelle-Zélande, tandis que le réchauffement climatique pourrait favoriser son extension vers le nord.

## Étymologie
« Doryphore », d'après le nom générique Doryphora, vient du grec « δορυφόρος », porte-lance (δόρυ, lance et φόρος, qui porte), et ne semble pas avoir de rapport direct avec l'insecte. Ce nom aurait été donné à d'autres espèces apparentées, dont l'adulte est porteur d’une pièce thoracique avec une longue pointe dirigée en avant. L’épithète spécifique « decemlineata » (du latin decem, dix, et linea, ligne) évoque les dix raies brunes qui ornent les élytres.
Le doryphore est appelé aussi « chrysomèle de la pomme de terre » ou plus familièrement la « bête du Colorado », ou, au Québec, la « bibitte à patate ».
La référence au Colorado dans le nom vernaculaire américain du doryphore, Colorado Potato Beetle, tient au fait qu'une des premières pullulations aux États-Unis (sur Solanum rostratum) l'a été dans cet État américain vers 1865. Ce qualificatif permet aussi de le distinguer d'un autre coléoptère déprédateur de la pomme de terre, la chrysomèle rayée de la pomme de terre, parfois appelé en anglais old-fashioned potato bug et qui avait une certaine importance avant l'apparition du doryphore dans les cultures.

## Taxinomie

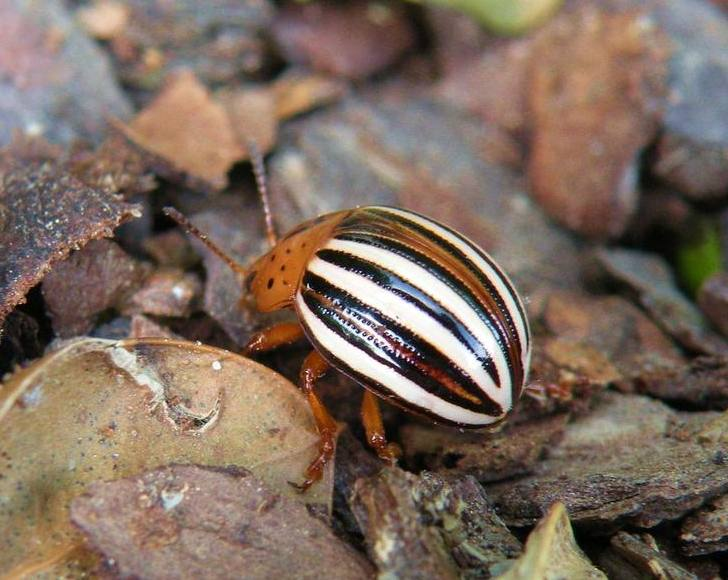
Leptinotarsa juncta, proche parent du doryphore, n'attaque pas la pomme de terre.

Le doryphore appartient au genre Leptinotarsa qui comprend 41 espèces connues, dont 31 en Amérique du Nord et 9 aux États-Unis. À l'exception du doryphore qui s'est répandu en Europe et en Asie, ce genre a une aire de répartition limitée au continent américain, du Pérou et du Brésil jusqu'au sud du Canada. Ces espèces sont mal connues à l'exception de deux d'entre elles, le doryphore, Leptinotarsa decemlineata, qui est l'un des insectes les plus étudiés, le premier du genre Leptinotarsa qui ait été décrit (dès 1824), et qui figure parmi ceux dont l'impact économique sur la vie humaine est des plus importants, et du « faux doryphore », Leptinotarsa juncta, présent dans le sud-est des États-Unis, notamment en Floride.
Liste des synonymes taxinomiques :
- Doryphora decemlineata Say, 1824 ;
- Doryphora decemlineata Roger, 1990 ;
- Leptinotarsa multitaeniata Stål, 1859 ;
- Chrysomela decemlineata Say, 1824 ;
- Leptinotarsa decemlineata Kraatz, 1874 ;
- Leptinotarsa intermedia Tower, 1906 ;
- Leptinotarsa oblongata Tower, 1906 ;
- Leptinotarsa rubicunda Tower, 1906 ;
- Polygramma decemlineata Mlelié, 1990 ;

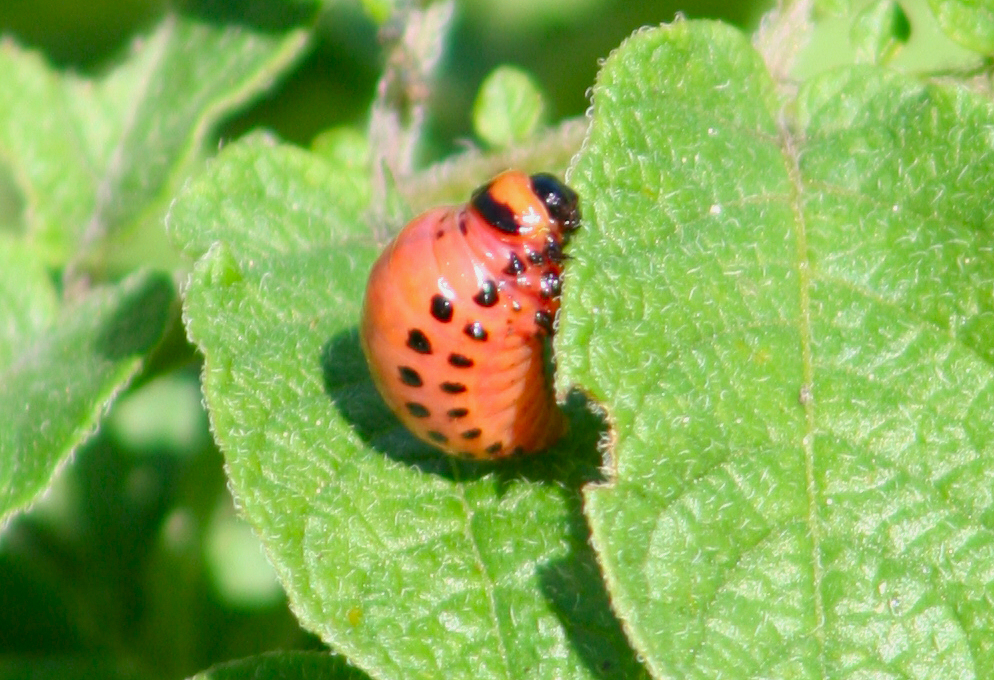
Larve de doryphore.

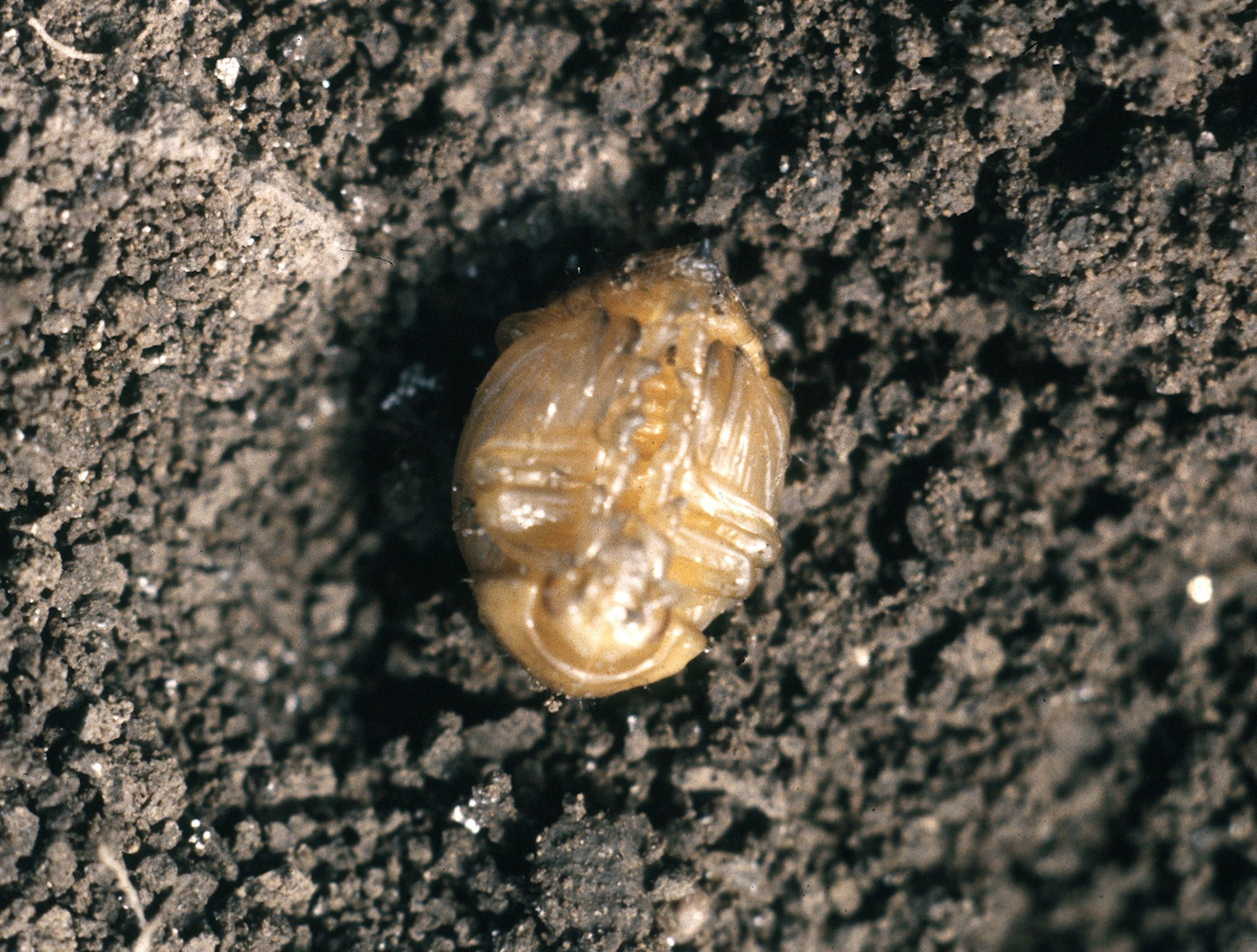
Pupe de doryphore.

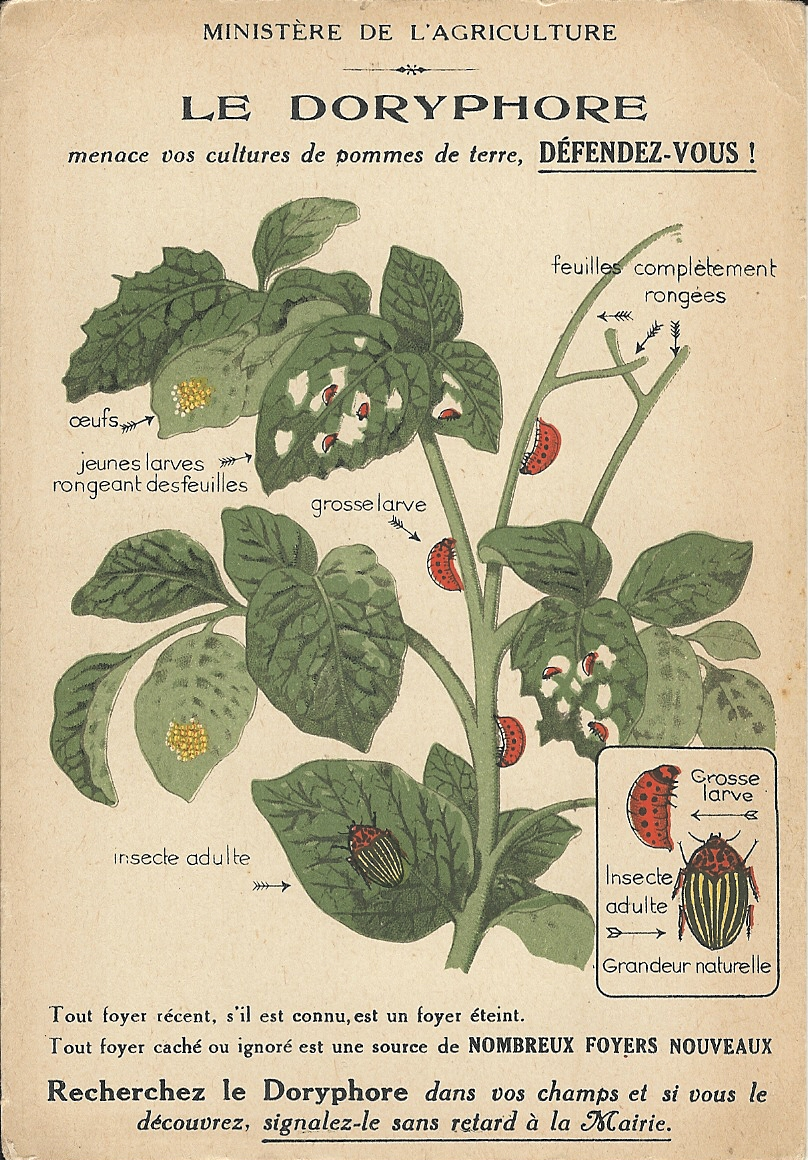
"Ministère de l'agriculture. Le doryphore menace vos cultures de pomme de terre, défendez-vous!". Carte postale ancienne.

- Polygramma decemlineata Mels, 1982.

## Le doryphore et l'Homme

### Dégâts

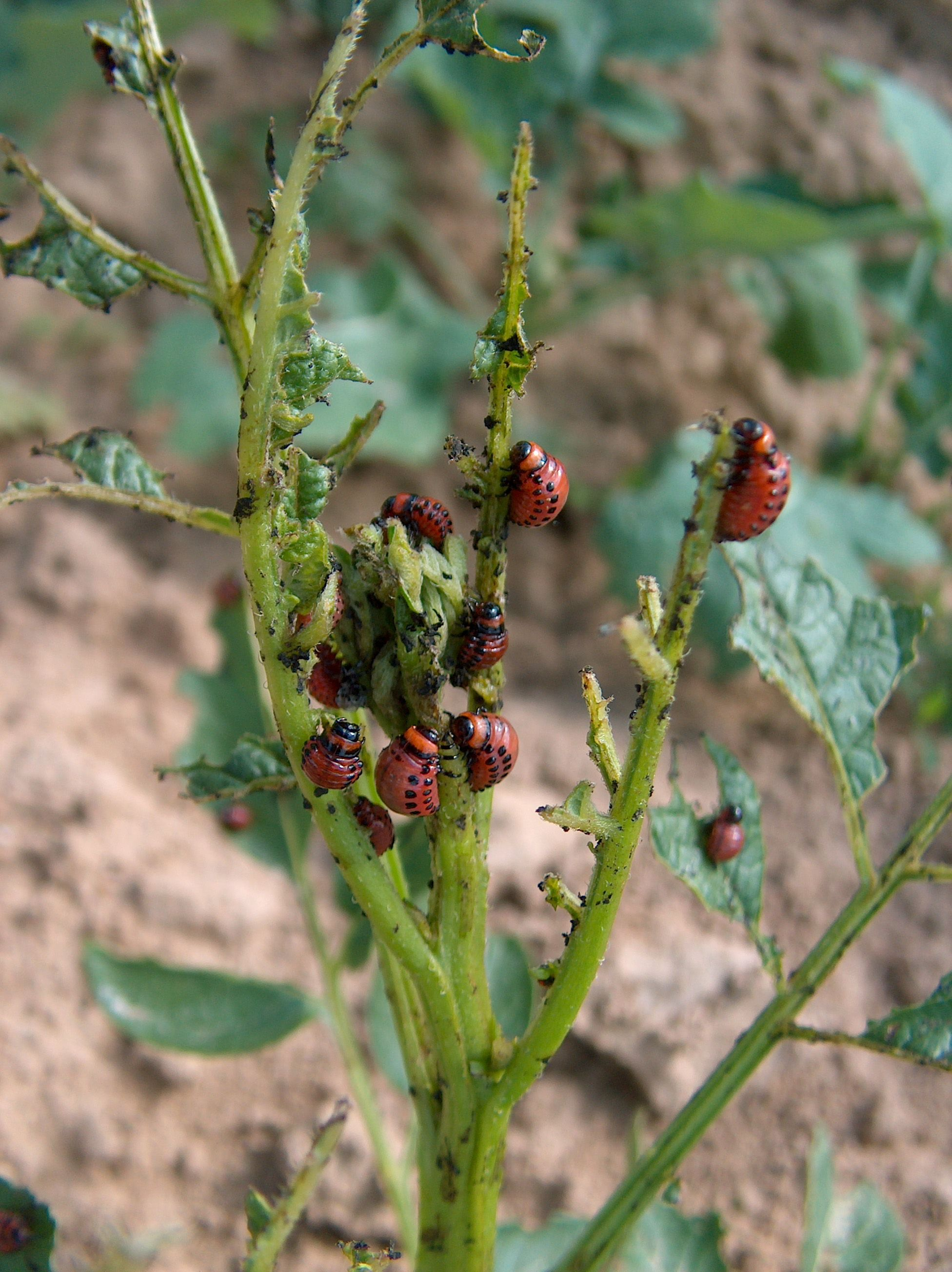
Plant de pomme de terre défolié par des larves de doryphores.

Les adultes, comme les larves, dévorent les feuilles de la pomme de terre, voire les tiges et les tubercules exposés, et éventuellement les feuilles d'autres Solanacées comme la tomate.
La quantité de feuilles consommée par les larves varie selon les stades larvaires et selon la température ambiante. Évaluée sur l'ensemble de la vie larvaire du doryphore, elle est remarquablement constante et estimée entre 35 et 45 cm2 (pour une température comprise entre 15 et 33 °C). Un insecte adulte peut consommer près de 10 cm2 de feuillage par jour.
En cas de forte infestation non contrôlée, les dégâts peuvent être très importants et les parties aériennes des plantes être complètement détruites. Cependant, dans le cas de la pomme de terre, une culture peut tolérer un certain niveau de défoliation sans subir de perte de rendement, le seuil varie selon le stade de croissance de la plante : jusqu'à 20 % de perte de surface foliaire pour les jeunes plants, jusqu'à 40 % au stade de la floraison et jusqu'à 60 % au-delà. On estime qu'une défoliation totale peut entraîner une baisse de près des deux tiers de la production de tubercules si elle intervient vers le milieu du développement de la plante.
Outre la diminution du rendement, l'attaque des plants de pomme de terre par les doryphores se traduit par une élévation sensible de la teneur en glycoalcaloïdes (solanine et chaconine) de la chair des tubercules. La synthèse de ces composés est en effet une réponse de la plante au stress consécutif à l'agression. Cela peut induire un risque de toxicité alimentaire : dans une étude américaine de 2008, le quotient de risque lié à l'ingestion de tubercules provenant de plants défoliés par les doryphores était augmenté de 48 % environ.
Le doryphore pourrait aussi transmettre à la pomme de terre certaines maladies bactériennes, dont la pourriture brune (Ralstonia solanacearum) et la pourriture annulaire (Clavibacter michiganensis f.sp. sepedonicus).

### Moyens de lutte
La lutte contre les doryphores fait appel à divers moyens, le principal en culture de plein champ étant la lutte chimique au moyen d'insecticides. De nombreuses substances actives, comme les composés organophosphorés et les carbamates, ont été utilisées, entraînant des problèmes de pollution, notamment des eaux souterraines, nappe phréatique et rivières, et des effets indésirables sur d'autres populations d'insectes non visés, mais également l'apparition de populations résistantes de doryphores.
Les autres moyens étudiés ou mis en œuvre sont des pratiques culturales adaptées pour limiter la pullulation des doryphores, la sélection de cultivars résistants, la création de variétés transgéniques (réalisée par Monsanto puis abandonnée pour des raisons commerciales), la lutte biologique faisant appel à des ennemis naturels du doryphore, insectes ou arachnides prédateurs, ou microbiologique à l'aide du Bacillus thuringiensis, efficace contre les premiers stades larvaires.
Dans les cultures potagères, d'autres moyens sont praticables, comme le ramassage manuel des coléoptères, l'arrachage et la destruction par le feu des pieds contaminés, la désinfection préventive du sol pour détruire les adultes hibernants.

#### Lutte chimique
De nombreux insecticides chimiques sont employés pour lutter contre les doryphores. Les substances actives appartiennent à divers groupes de composés organiques, dont les organophosphorés, les pyréthrines de synthèse, les carbamates et les organochlorés. Aux États-Unis, les insecticides principalement utilisés sont l'imidaclopride et le thiaméthoxame, deux produits de la famille des néonicotinoïdes. En 2005, ils étaient employés sur 60 à 80 % des surfaces cultivées en pommes de terre dans le Nord-Est des États-Unis.
| Groupe | Famille chimique           | Mode d'action                                               | Substances actives |
| ------ | -------------------------- | ----------------------------------------------------------- | --- |
| 1A     | Carbamates                 | inhibiteurs de l'acétylcholinestérase                       | carbaryl, carbofurane, méthomyl, oxamyl, pirimicarbe                                                                                               |
| 1B     | Organophosphorés           | inhibiteurs de l'acétylcholinestérase                       | azinphos-méthyl, Chlorpyriphos, diazinon, diméthoate, disulfoton, éthoprophos, malathion, méthamidophos, naled, parathion-méthyl, phorate, phosmet |
| 2      | Organochlorés              | antagonistes des canaux chlorures GABA-dépendants           | endosulfan, Phaser |
| 3      | Pyréthrinoïdes de synthèse | modulateurs du canal sodium                                 | cyhalothrine, cyfluthrine, cyperméthrine, deltaméthrine, esfenvalérate, perméthrine                                                                |
| 4A     | Néonicotinoïdes            | antagonistes des récepteurs nicotiniques de l'acétylcholine | acétamipride, dinotéfurane, imidaclopride, thiaméthoxame                                                                                           |
| 5      | Spinosynes                 | agonistes des récepteurs nicotiniques de l'acétylcholine    | spinosad |
| 15     | Benzoylurées               | inhibiteurs de la synthèse de la chitine                    | novaluron (Rimon). |
| 26     | Azadirachtine              | perturbateurs des mues                                      | azadirachtine. |
| 28     | Diamides anthraniliques    | modulateurs des récepteurs de la ryanodine                  | chlorantraniliprole. |

Les traitements, qui peuvent être combinés avec des traitements fongicides, se font généralement par pulvérisation foliaire sous pression pour une bonne pénétration dans le feuillage. Il existe aussi des techniques de poudrage ou, pour les produits systémiques, d'enfouissement de granulés dans les rangs avant la plantation ou de traitement des semences.
Les difficultés rencontrées tiennent à l'apparition de résistances qui risquent de rendre les traitements inefficaces, aux risques de pollution du milieu environnant, à la toxicité résiduelle dans les tubercules récoltés ainsi qu'aux effets indirects éventuels, par exemple l'élimination de prédateurs des pucerons risque d'entraîner une pullulation de ces derniers, par ailleurs vecteurs de nombreuses maladies virales de la pomme de terre. Ainsi les pyréthrinoïdes, très utilisés, sont rapidement dégradés, inefficaces contre les œufs, peu efficaces contre les adultes, peu sélectifs à l'égard des prédateurs des pucerons, favorisant des infestations par ces derniers. Les insecticides de la famille des néonicotinoïdes ont une action systémique, très efficace également contre les insectes piqueurs comme les pucerons, et ont une longue rémanence, ce qui est en revanche un inconvénient pour l'environnement.
Les insecticides plus récents de la classe des diamides anthraniliques, qui agissent par ingestion, sont très sélectifs et épargnent les insectes utiles.

##### Résistance aux insecticides

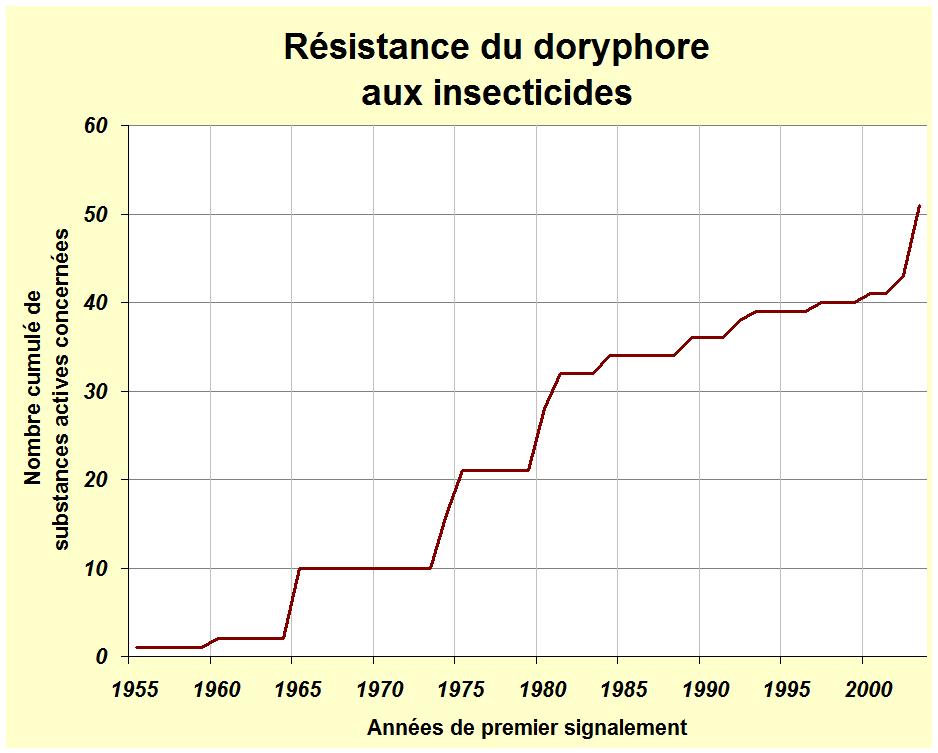
Nombre cumulé de substances actives pour lesquelles des cas de résistance du doryphore ont été signalés.

Du fait de l'emploi massif des insecticides dans les cultures de pommes de terre, et de la propension de l'espèce à s'adapter aux substances toxiques, de nombreuses populations de doryphores sont devenues résistantes aux insecticides, surtout depuis les années 1980. Même si toutes les populations ne sont pas concernées, et si la résistance ne concerne souvent que certains types d'insecticides, le doryphore avait développé (jusqu'en 2008) des résistances à 52 substances actives appartenant à toutes les grandes familles d'insecticides. Dans le cas de l'oxamyl, des cas de résistance ont même été enregistrés dès la première année d'utilisation. Parmi les substances concernées, figurent, entre autres, des carbamates, des organophosphorés, des organochlorés (dont le célèbre DDT), des pyréthrinoïdes et des néonicotinoïdes, ainsi que les endotoxines Bt. Le Nord-Est des États-Unis est la principale région concernée, mais des cas ont été constatés aussi dans le reste du pays, ainsi qu'au Canada, en Europe et en Asie,.
Pour limiter les risques d'apparition de résistance, les recommandations en matière d'emploi des insecticides visent à réduire la pression de sélection de deux façons : d'une part en limitant les pulvérisations, par un suivi constant de l'état des cultures (et notamment du taux de défoliation), et en ne traitant que lorsque les seuils économiques sont atteints, et d'autre part en alternant les familles de substances actives employées.
Des méthodes de détermination du seuil économique de traitement ont été établies. Il s'agit de ratios entre le coût du traitement et la recette brute escomptée qui détermine la densité critique de doryphores (selon les stades de développement) à contrôler sur le terrain en observant périodiquement un échantillon de plantes.
La prédisposition du doryphore à développer des résistances aux insecticides est attribuée d'une part à la coévolution entre l'insecte et ses plantes-hôtes qui l'a conduit à des mécanismes physiologiques de détoxication ou de tolérance aux substances toxiques, et d'autre part à sa grande fécondité qui multiplie les possibilités de mutations favorables. Une autre considération importante est l'usage de fongicides sur les mêmes récoltes que celles soumises aux apports d'insecticides : les fongicides activent chez l'insecte un mécanisme de détoxification non-specifique, qui l'aide considérablement à développer une résistance aux insecticides.

#### Lutte culturale
La lutte culturale contre le doryphore repose principalement sur la pratique de rotations qui est la technique la plus facile à appliquer et la plus efficace pour réduire la reproduction de l'insecte en début de campagne.
En effet, lorsqu'une culture de pomme de terre suit, sur la même parcelle, celle d'une plante non-hôte, comme une céréale par exemple, la densité des pontes de la première génération est fortement réduite, à condition toutefois de respecter une distance minimum d'éloignement par rapport aux parcelles précédemment cultivées en pommes de terre, les doryphores étant relativement mobiles.
Le choix des dates de plantation peut contribuer à éliminer la seconde génération de larves dans les régions où elle peut exister. Des plantations précoces (primeurs) permettent de détruire les fanes plus tôt et donc supprimer une source d'alimentation pour les nouvelles larves. De même des plantations plus tardives font que la deuxième génération d'adultes apparaissant en période de jours courts se met rapidement en diapause, ce qui exclut une seconde génération de larves. Il faut cependant que ces pratiques soient compatibles avec le plan d'assolement et avec la demande du marché.
Le paillis est également une pratique qui retarde l'arrivée des doryphores et la période de ponte et favorise les prédateurs des œufs et des larves. Elle n'est cependant praticable économiquement que sur des surfaces réduites, en maraîchage ou jardinage.
La mise en place de cultures-pièges peut être un moyen de réduire la pullulation de doryphores et a fait l'objet de diverses expérimentations. Elle s'est révélée efficace pour protéger de cultures de tomates en y intercalant des rangs de pomme de terre, cette plante étant de loin la source d'alimentation préférée des doryphores.
La stratégie pour protéger un champ de pommes de terre consiste à cultiver en bordure du champ principal quelques rangs de pomme de terre à végétation plus précoce pour y attirer les adultes émergeant en début de saison. On peut ensuite les éliminer en traitant par insecticide seulement la culture piège qui est ensuite détruite.

#### Lutte physique et mécanique

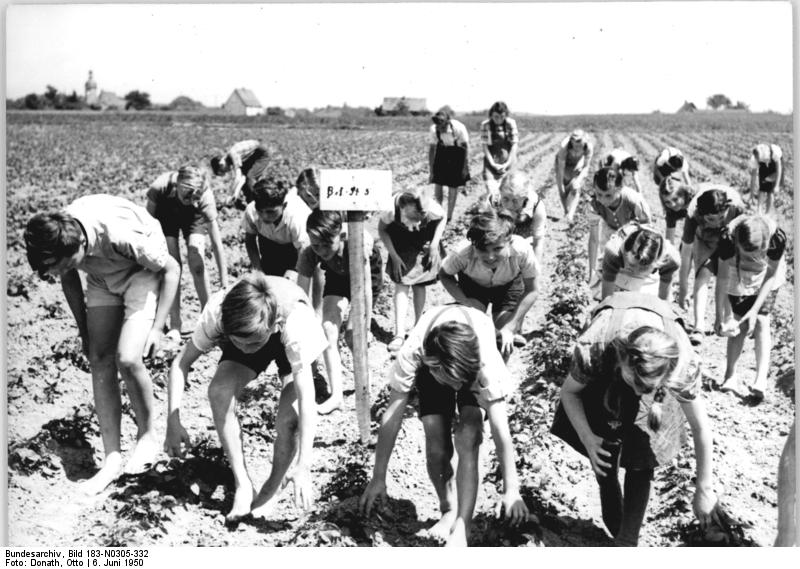
Jeunes élèves de l'arrondissement de Zwickau-Campagne (Allemagne de l'Est) ramassant des doryphores en 1950.

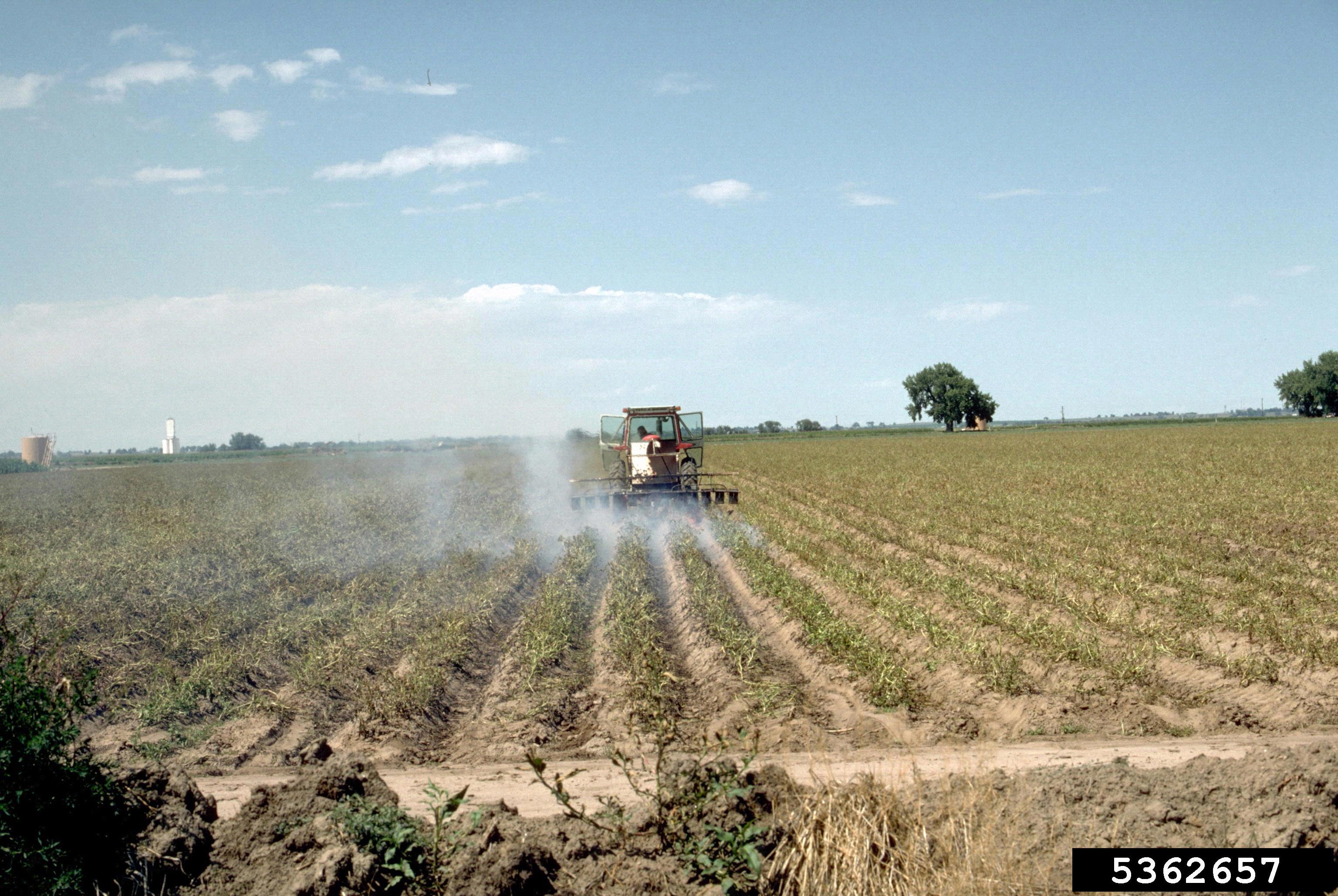
Défanage thermique d'un champ de pommes de terre.

Le ramassage manuel des adultes, des larves et des pontes, suivi de leur destruction, est le premier moyen de lutte utilisé historiquement. C'est une méthode qui reste valable pour les petites surfaces (jardins).
Différentes méthodes physiques ont été imaginées pour maîtriser la prolifération des doryphores :
- En 1936, sans être récompensée au Concours Lépine, « Une machine à cueillir les doryphores » est présentée. Cette dernière est décrite comme un appareil disposant d'une palette battant rapidement les rangées de plants de pommes de terre où les insectes sont projetés et réceptionnés dans des sacs de part et d'autre[66] ;
- l'aspiration pneumatique permet d'éliminer, selon une étude américaine de 1992, de 27 à 40 % des larves selon leur stade de croissance et 48 % des adultes. Une machine, appelée the Beetle Eater (la « dévoreuse d'insectes ») fut fabriquée au Nouveau-Brunswick, combinant un jet d'air pour détacher adultes et larves du feuillage et un système d'aspiration pour les éliminer. Les limites de ce procédé viennent de la difficulté de décrocher les jeunes larves cachées dans le haut du feuillage et du réflexe de thanatose des adultes qui, lorsqu'ils perçoivent un danger, se laissent choir au sol où ils ne sont pas aspirés. En outre cette technique n'est pas sélective, aspirant aussi les ennemis naturels des doryphores[67] ;
- le brûlage par des brûleurs au propane est efficace contre les adultes qui colonisent les cultures en début de saison, ainsi que sur les masses d'œufs, sans causer de dommages importants, sinon un léger retard de croissance aux jeunes plantes. Les meilleurs résultats ont été obtenus lors d'expérimentations à Long Island en 1989 pour des plants hauts de 10 à 15 cm. Cette technique peut aussi être employée en fin de saison, en combinant la destruction des insectes et le défanage. Une température de 150 à 200 °C permet à la fois d'assurer un défanage efficace et un taux de mortalité de 75 % des doryphores. Cette technique a cependant des inconvénients de coût d'énergie et de mise en œuvre, notamment pour les périodes d'emploi[68] ;
- le creusement en bordure des champs de fossés-pièges revêtus de film plastique permet d'intercepter les doryphores migrant au sol, permettant de réduire d'environ 50 % la population d'adultes hivernants ;
- la couverture des cultures par des voiles intissés légers permet de créer une barrière à tous les insectes, sans gêner la croissance des plantes qui n'ont pas besoin d'être pollinisées.

#### Lutte biologique
La lutte biologique consiste à utiliser des organismes vivants antagonistes (prédateurs, parasites, pathogènes, etc.) de celui que l'on cherche à maîtriser.

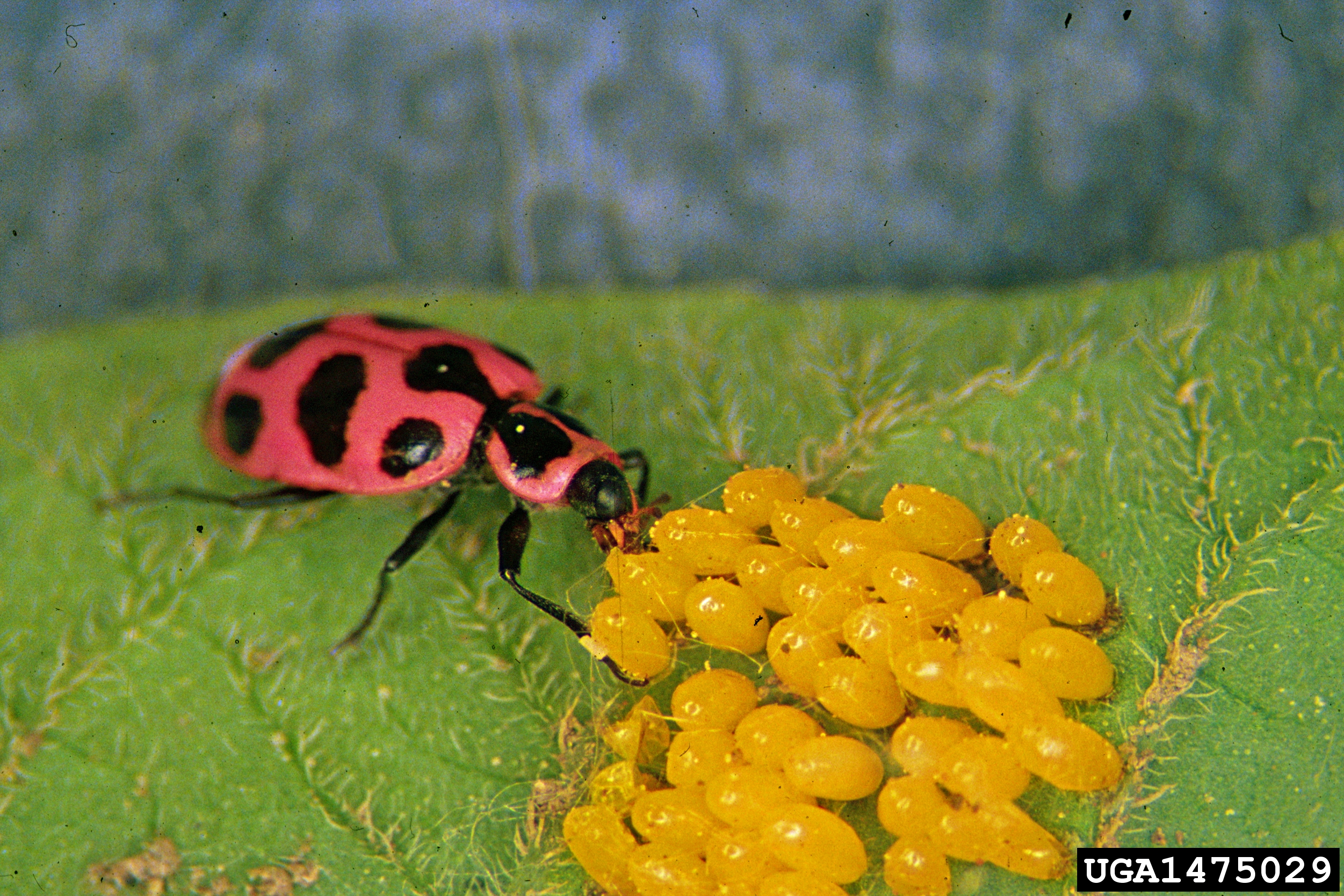
Coccinelle maculée adulte se nourrissant d'œufs de doryphore.

Depuis quelques années, des entreprises spécialisées dans la production d'auxiliaires des cultures envisagent la mise sur le marché d'insectes prédateurs des doryphores tels que le carabe (Lebia grandis).
Des études ont été menées pour évaluer l'intérêt d'utiliser des larves de la coccinelle maculée (Coleomegilla maculata) pour réduire les populations de doryphores.
La souche « Btt » (Bacillus thuringiensis ssp. tenebrionis) de la bactérie Bacillus thuringiensis, isolée en 1982, produit une toxine (endotoxines delta) efficace contre les formes larvaires de certains coléoptères défoliateurs de la famille des Chrysomelidae, dont le doryphore, mais inactive contre les autres insectes notamment les lépidoptères et les diptères. Plusieurs spécialités commerciales de ces toxines Btt ont été mises sur le marché, dont « Novodor » de Novo Nordisk, « Trident» de Sandoz, « DiTerra » d'Abbott Laboratories, « Foil » d'Ecogen Inc.

#### Amélioration génétique
Des gènes de résistance au doryphore existent dans plusieurs espèces apparentées du genre Solanum, comme Solanum demissum ou Solanum pinnatisectum, mais leur insertion, par introgression, dans le génome de la pomme de terre cultivée tout en préservant les caractéristiques variétales souhaitables présente de grandes difficultés. Ces espèces sont en effet généralement diploïdes alors que la pomme de terre cultivée est tétraploïde et le nombre d'équilibre de l'endosperme est souvent différent. Cela oblige à des « acrobaties » comme le doublement des chromosomes (gamètes diploïdes), le passage par l'intermédiaire d'hybrides complexes (espèces « ponts »), ou par l'hybridation somatique. Malgré les recherches engagées dès la fin du XIXe siècle pour produire des variétés de pommes de terre résistantes au doryphore, aucune variété résistante n'est disponible sur le marché au début du XXIe siècle.
Le recours au génie génétique permet de s'affranchir de ces difficultés. Dans les années 1990, des variétés de pommes de terre transgéniques résistant au doryphore ont été commercialisées aux États-Unis et au Canada par la société Monsanto. Ces variétés, commercialisées de 1995 à 2000 sous les marques NewLeaf, NewLeaf Plus et NewLeaf Y, incorporaient dans leur génome un gène CryIIIA issu du bacille Bacillus thuringiensis var. tenebrionis et produisant une protéine insecticide (delta-endotoxine). Bien qu'ayant eu un certain succès commercial et étant toujours agréées par les autorités sanitaires des pays concernés, ces variétés ont été retirées du marché en 2000 par suite du refus de nombreux consommateurs, européens notamment, de consommer des produits OGM. Du côté des producteurs, elles ont souffert du choix limité des variétés disponibles, de la concurrence d'un nouvel insecticide performant, l'imidaclopride, et des contraintes liées à la nécessité de traiter par ailleurs contre d'autres déprédateurs.
En Russie, deux variétés de pommes de terre transgéniques résistant au doryphore, 'Elizaveta' et 'Lugovskoy', ont été autorisées pour la consommation alimentaire en 2006.

#### Réglementation
Le doryphore est considéré comme un organisme de quarantaine par les organisations régionales de protection phytosanitaire suivantes :
- la Commission phytosanitaire pour l'Asie et le Pacifique (APPPC) ;
- le Comité de protection des plantes du Cône Sud (COSAVE) ;
- la Commission de la protection des plantes dans la zone des Caraïbes (CPPC) ;
- l’Organisation européenne et méditerranéenne pour la protection des plantes (OEPP) ;
- l’Organisation nord-américaine pour la protection des plantes (NAPPO) ;
- l’Organisme international régional contre les maladies des plantes et des animaux (OIRSA) ;
- l’Organisation de protection des végétaux pour le Pacifique (PPPO) ;
- La Commission de l'accord de Carthagène (Junta del Acuerdo de Cartagena, JUNAC).

Dans l'Union européenne, le doryphore est cité dans l'annexe 1 partie B de la directive 2000/29/CE du Conseil du 8 mai 2000, parmi les organismes nuisibles dont l'introduction et la dissémination est interdite dans les zones protégées. Ces dernières comprennent Chypre, Malte, l'Irlande et le Royaume-Uni en totalité, des régions de Suède (comtés de Blekinge, Gotland, Halland, Kalmar et Scanie) et de Finlande (régions d'Aland, Häme, Kymi, Pirkanmaa, Satakunta, Turku, Uusimaa) ainsi que les îles d'Ibiza et Minorque (Espagne), Madère et les Açores (Portugal).
En France, le doryphore est classé parmi les dix-sept organismes nuisibles de quarantaine de la pomme de terre et fait l'objet d'une surveillance particulière dans le cadre de la production de plants,. La lutte contre le doryphore est obligatoire dans certaines communes du département de la Manche afin d'éviter une éventuelle infestation des îles Anglo-Normandes.

### Histoire

#### Expansion du doryphore

Propagation du doryphore en Amérique du Nord de 1859 à 1876.

L'aire d'origine du doryphore se situe au Mexique central où il vivait sur des Solanacées sauvages, dont Solanum rostratum Dunal, plante herbacée épineuse. Il est vraisemblablement arrivé dans le sud-ouest des États-Unis en même temps que les fruits épineux de Solanum rostratum accrochés au pelage des bœufs importés au Texas.
Aux États-Unis, le doryphore resta cantonné jusqu'au milieu du XIXe siècle sur le versant est des montagnes Rocheuses, où il vivait aux dépens de Solanaceae sauvages. Il y fut découvert en 1811 par Thomas Nuttall, entomologiste et botaniste britannique, lors d'une expédition sur la rivière Missouri.
Il fut décrit pour la première fois par l'entomologiste américain Thomas Say en 1824 à partir de spécimens collectés dans les montagnes Rocheuses toujours sur Solanum rostratum. Say lui donna le nom de Doryphora decemlineata.
C'est seulement quand la pomme de terre fut introduite dans cette région, vers 1850, que le doryphore adopta cette source de nourriture providentielle et se propagea d'un champ à l'autre à travers tous les États-Unis. Les premières destructions de cultures de pommes de terre furent constatées en 1859 à environ 150 km à l'est d'Omaha (Nebraska). Remontant les cultures de pommes de terre vers l'est, favorisé par les conditions climatiques qui permettent deux à trois pontes annuelles et poussé par les vents dominants, le doryphore franchit le Mississippi en 1865 et parvint dans l'Ohio en 1869. Il atteignit la côte atlantique entre 1874 et 1876. Sa propagation vers l'est s'est réalisée à la vitesse moyenne de 140 km par an. Sa progression fut ralentie vers le nord à cause des hivers froids, et vers le sud par les fortes chaleurs estivales. Il atteignit le Québec en 1876, le Manitoba en 1879 et la Floride en 1892. Il franchit les montagnes Rocheuses vers l'Ouest des États-Unis à partir de 1913, année où on le trouva dans l'État de Washington,.

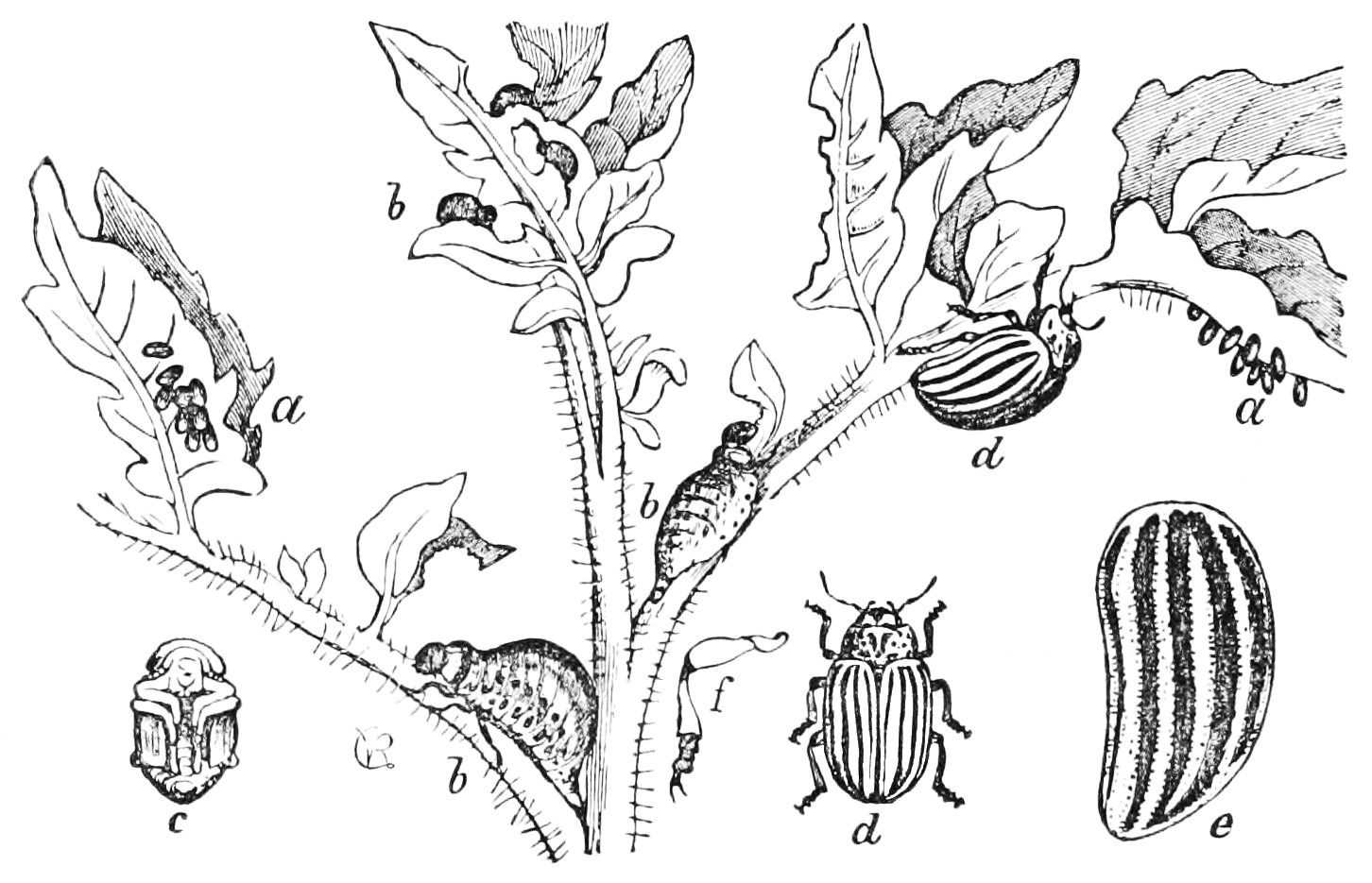
Illustration d'un article de Charles Riley paru dans Popular Science Monthly en 1875.

Dès 1871, l'entomologiste américain Charles Valentine Riley mit en garde les Européens sur la possible invasion de l'Europe par le doryphore à la suite d'un transport accidentel. À partir de 1875, plusieurs pays d’Europe occidentale, dont l'Allemagne, la Belgique, la France et la Suisse, interdirent l'importation de pommes de terre américaines.
En 1877, le gouvernement britannique édicta le Destructive Insects Act, vraisemblablement le premier acte de législation phytosanitaire au monde, pour prévenir l'introduction du doryphore dans le pays. Cette loi, qui devint en 1933 le Colorado Beetle Order, permettait de contrôler les importations de plants de pomme de terre et de tubercules quelle qu'en soit la provenance, autorisait la destruction des champs dans lesquels étaient trouvés des doryphores et permettait diverses mesures pour juguler les nouveaux foyers d'infestation.

Propagation du doryphore en Europe de 1922 à 1950.

De fait, le coléoptère réussit à franchir l'Atlantique très rapidement, puisque sa présence fut signalée dès 1876 dans le port de Brême et dès 1877 dans les ports de Liverpool et Rotterdam, ainsi qu'à Mülheim (Rhénanie-du-Nord-Westphalie) et Schildau (Saxe) en Allemagne, mais il fut chaque fois rapidement éliminé.
D'autres incursions se produisirent encore les années suivantes en Europe : le doryphore fut à nouveau signalé en Grande-Bretagne à Tilbury (Essex) sur les bords de la Tamise en 1901 et rapidement éradiqué. Une nouvelle incursion se produisit en 1914 en Allemagne à Stade (Basse-Saxe), à nouveau éradiquée,.
L'invasion définitive se produisit en France dans la région de Bordeaux en 1922. Le doryphore fut découvert le 15 juin 1922 au Taillan-Médoc (Gironde), à 12 km environ au nord-ouest de Bordeaux, mais l'insecte était déjà bien installé dans une zone de 250 km2. Le foyer originel serait né dans la commune du Pian-Médoc (à 7 km au nord du Taillan-Médoc) en 1921, où se trouvait un entrepôt de transit de pommes de terre et l'origine de l'infestation fut probablement liée aux livraisons à l'armée américaine en 1918-1919. Ce foyer fut immédiatement traité à l'arséniate de plomb, mais il était déjà trop étendu et il n'était plus possible d'éradiquer le doryphore,. À partir de là, et bien que les cultivateurs avaient obligation de déclarer et de traiter eux-mêmes tous les foyers sous peine de sanctions pénales, le doryphore se propagea rapidement en France, progressant en moyenne de 50 km par an, et arriva en Belgique et en Espagne en 1935, en Allemagne, aux Pays-Bas et au Luxembourg en 1936, en Suisse en 1937, en Italie en 1941.
Tous les insecticides connus au XIXe siècle furent essayés aux États-Unis pour combattre le doryphore, en vain jusqu'à l'emploi d'un produit arsenical, l'orthoarsénite de cuivre, ou vert de Paris. Cette substance, jusqu'alors utilisée comme colorant en peinture, est mentionnée comme insecticide pour la première fois vers 1865.
Des agriculteurs de l'Illinois et de l'Indiana l'expérimentèrent avec succès sous forme de poudre. Les entomologistes américains, dont Charles Valentine Riley, William Le Baron et Townend Glover, validèrent l'emploi de cette substance malgré sa toxicité, en formulant des mesures de précaution. Son usage se généralisa à partir des années 1880. Le vert de Paris fut le premier insecticide chimique dont l'usage s'est largement répandu.
En 1949, le doryphore est le premier exemple d'apparition de résistance au DDT, résistance constatée aux États-Unis.

#### Le doryphore comme objet de propagande

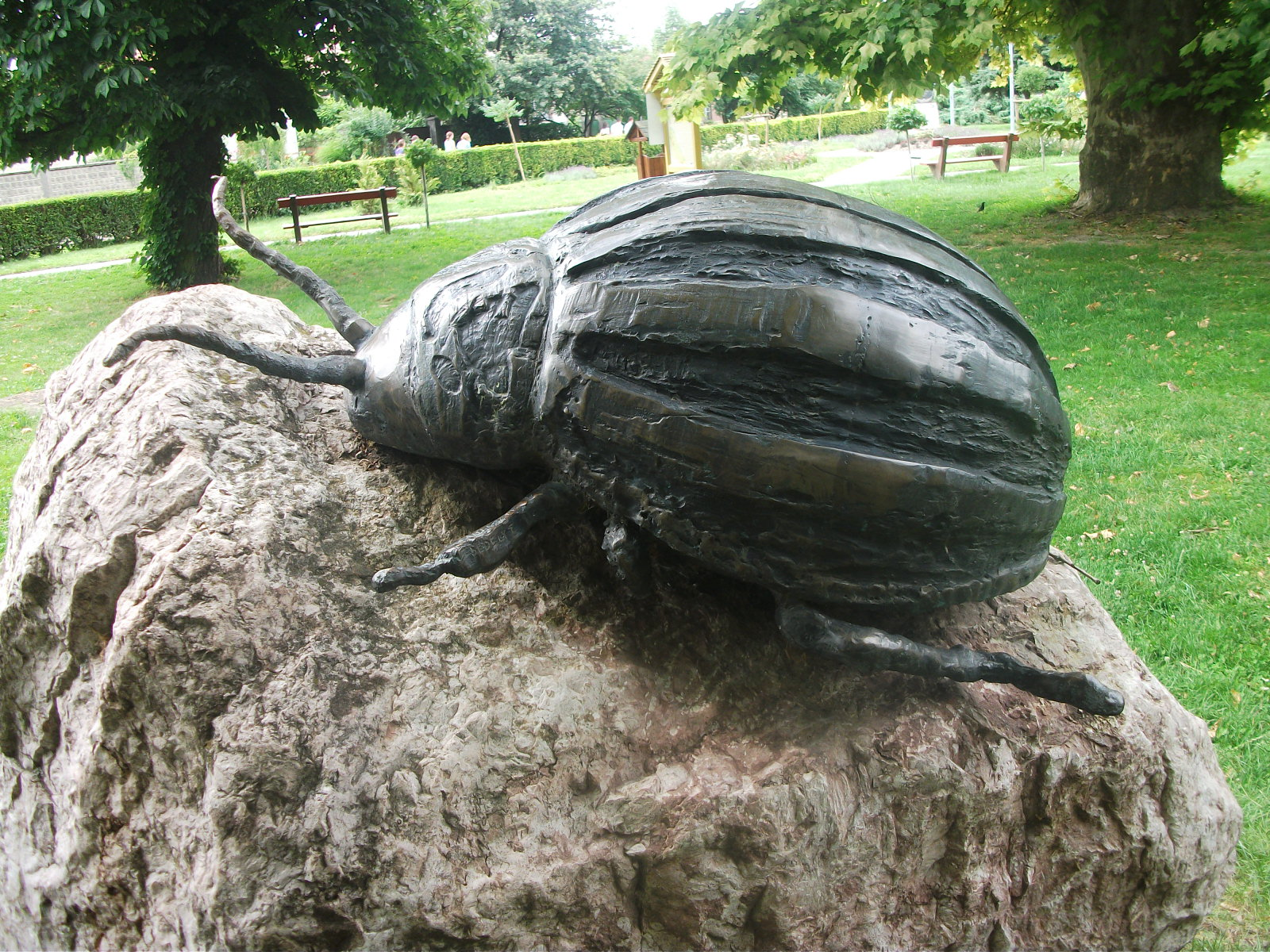
Statue en bronze du doryphore à Hédervár (Hongrie), œuvre de Manuela Maráczy, Teréz Zsédely et László Csáki (1997).

Pendant la Seconde Guerre mondiale, l'utilisation du doryphore comme arme biologique semble avoir été envisagée dans les deux camps, bien qu'aucune action concrète ne semble avoir réellement abouti. Dès septembre 1940, les Allemands soupçonnaient les Alliés d'avoir entrepris des recherches dans ce sens, et notamment la France dans le centre d'étude du Bouchet (à Vert-le-Petit) où des documents auraient été saisis à la suite de l'Occupation allemande, soupçons confirmés en particulier par un rapport signalant la livraison en Angleterre en avril 1942 de 15 000 doryphores provenant des États-Unis.
La même année, l'Allemagne créait à Kruft un institut de recherches et un service de défense contre le doryphore (Kartoffelkäferabwehrdienst). Créés dans un but défensif, ces organismes se consacrèrent rapidement à un projet offensif de largage de doryphores sur la côte est de l'Angleterre qui aurait nécessité de 20 à 40 millions d'insectes.
Des essais de largage auraient été réalisés en Allemagne en octobre 1943 près de Spire (Rhénanie-Palatinat), avec des insectes vivants, sans semble-t-il, que des mesures de précaution aient été prises, mais aussi avec des reproductions en bois. Dans les deux cas, très peu furent retrouvés au sol. Une infestation de doryphores dévastatrice a été signalée en Allemagne en 1944 sans qu'on sache si c'était la conséquence de ces essais, le résultat d'une attaque alliée, ou plus vraisemblablement d'une infestation naturelle.
Après la guerre, alors que les doryphores proliféraient de manière spectaculaire dans la zone d'occupation soviétique de l'Allemagne, les dirigeants est-allemands, débordés par la situation, ont exploité la situation à des fins de propagande.
En 1950, pendant la guerre froide, ils lancèrent une campagne contre le doryphore, surnommé Amikäfer, par différents médias, dont l'affichage, accusant les États-Unis d'avoir largué les insectes par avion, comme arme biologique pour ruiner l'agriculture socialiste,.
Plus récemment (mars-avril 2014) le terme de doryphore (Колора́дський жу́к) a été appliqué par les Ukrainiens aux séparatistes russes, parce que les pro-russes arborent des rubans rayés orange et noir (d'après le ruban d'une décoration russe) semblables aux rayures du doryphore.

#### La coopération internationale dans la lutte contre le doryphore
Les 22 et 23 janvier 1936 se tient à Bruxelles la première « conférence internationale pour l'étude de la lutte en commun contre le doryphore » qui réunit sous présidence belge des représentants de l'Allemagne, de la Belgique, de la France, de l'Italie, du Luxembourg, du Maroc, des Pays-Bas, de la Pologne, de la Suède, de la Suisse, de la Tchécoslovaquie et du Royaume-Uni. Cette conférence définit un programme d'actions et crée un comité permanent, le « Comité international pour l’étude du doryphore » chargé de centraliser les connaissances sur le doryphore et de coordonner les actions.
La lutte contre le doryphore est ainsi directement à l'origine de la création, en 1951, de l'Organisation européenne et méditerranéenne pour la protection des plantes (OEPP). Cet organisme a en effet pris la suite du « comité international de lutte contre le doryphore » créé dans l'immédiat après guerre en remplacement du comité cité plus haut. Dans les statuts de l'OEPP, le doryphore était cité en premier parmi les cinq sujets qui devaient être traités par l'organisation, aux côtés notamment du pou de San-José et du nématode doré de la pomme de terre, tous deux venus aussi d'Amérique.

### Utilisation pseudomédicale
Le doryphore est l'un des insectes utilisés en homéopathie. Il sert à obtenir une préparation, appelée « Doryphora Decemlineata », qui est supposée agir en particulier contre les brûlures d'estomac et les troubles urinaires.

### Le doryphore en philatélie et cartophilie

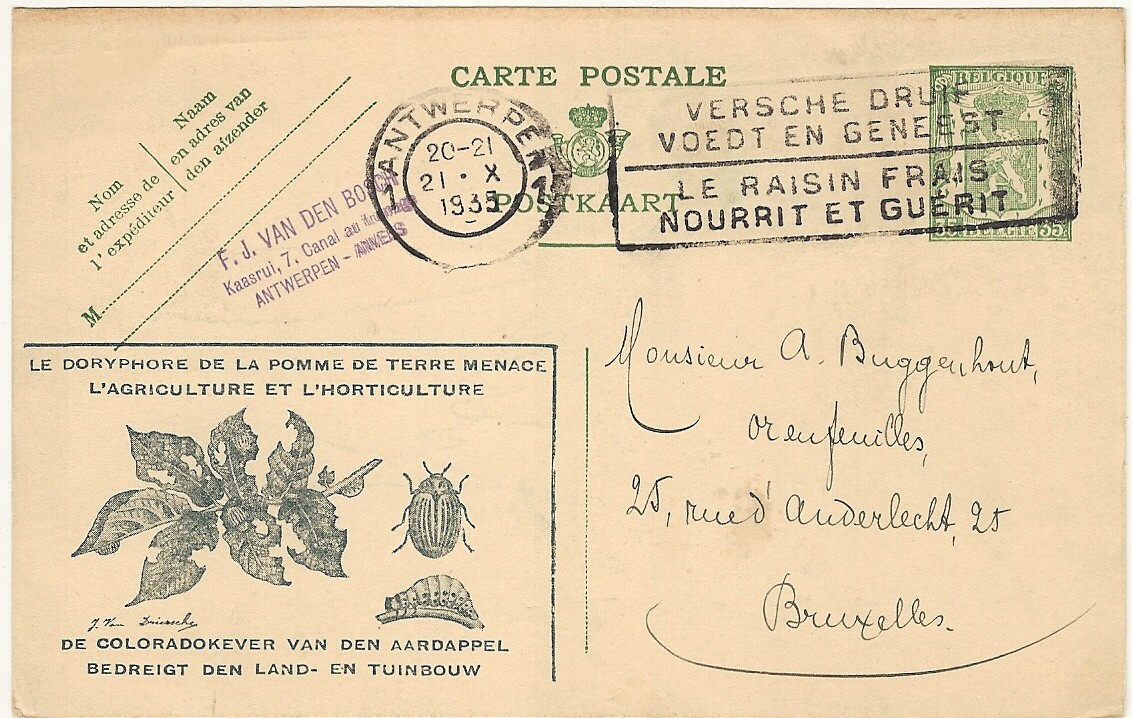
Carte postale belge prônant la lutte contre le doryphore.

Diverses administrations postales ont émis des timbres-poste à l'effigie du doryphore. C'est le cas de la poste autrichienne en 1967. Le Bénin, la Tanzanie, les Émirats arabes unis et le Mozambique ont également représenté le doryphore sur des timbres.
La poste belge a émis en 1934 et 1935 des cartes postales de propagande illustrées de dessins de doryphores adultes et de larves.

### Le doryphore dans le langage
Pendant la Seconde Guerre mondiale, dans la France occupée, les soldats allemands étaient surnommés les « doryphores » en raison de leur nombre. Cette appellation appliquée à l'occupant se répandit en 1941, année marquée par une invasion du coléoptère qui aggravait la pénurie due aux réquisitions de l'armée allemande qui, comme les doryphores, « s’attaquait » aux pommes de terre. À cette époque, des écoliers chargés de ramasser les coléoptères dans les champs de pommes de terre affichaient ce slogan ambigu : « Mort aux doryphores ! ». De leur côté, les nazis désignaient également les juifs de « doryphores », à l'instar de Radio Mille Collines qui désignait les Tutsis de « cafards » durant le génocide des Tutsi au Rwanda. Il s'agissait alors d'un discours de propagande diabolisant et déshumanisant l'ennemi permettant de justifier et de légitimer les actes de guerres génocidaires.
Dans les albums de Tintin du dessinateur belge Hergé, « doryphore ! » figure parmi les très nombreux jurons proférés par le capitaine Haddock. Ce juron est d'abord apparu dans Le Crabe aux pinces d'or publié en 1940.
En France, les locomotives diesel-électriques de la série CC 65500, construites dans les années 1950, ont été surnommées les « doryphores », probablement à cause de leur silhouette ou de leur livrée originelle. Ce surnom a également été donné à un prototype de locomotive des chemins de fer suisses, la Be 4/6 N° 12 301, dans les années 1920 ainsi qu'à un avion de combat belge, le LACAB GR.8., construit par les Ateliers de construction aéronautique belges (LACAB) à un seul exemplaire dans les années 1930.
En anglais, le terme doryphore s'emploie parfois pour désigner quelqu'un qui attache une importance démesurée à des erreurs mineures, celui qu'on appelle familièrement en français un « pinailleur ». Cet emprunt est dû à l'écrivain Harold Nicolson dans un article du magazine Spectator en août 1952.
En France, dans le milieu rural de certaines régions, « doryphore » est l'appellation peu amicale pour désigner les citadins qui se déplacent pour tirer profit de l'environnement cultivé par des actes jugés avides et peu scrupuleux (glanage, vols dans les cultures fruitières, etc.) mais aussi pour profiter de l'environnement naturel (cueillette, chasse, pêche, etc.) ou spéculer sur l'immobilier. Ce sentiment est d'autant plus exacerbé si l'économie de la région est à dominance rurale, largement basée sur l'agriculture et les ressources naturelles en général,.